# Mercedes-Benz Classe SL (Type 129)
La Mercedes-Benz R 129 est un roadster allemand. La voiture de sport deux places appartient à la Classe SL de Mercedes-Benz. La R 129 a été produite de 1989 au 2 juillet 2001 pour succéder à la R 107. En 2001, elle a été remplacée par la R 230. Les désignations de Classe de Mercedes ont été introduites pendant la période de construction du modèle. Alors que les premiers modèles étaient encore appelés modèles SL (avec le SL derrière, par exemple 500 SL), la R 129 appartenait à la Classe SL à partir de 1993 (avec le SL devant, par exemple SL 500).

## Histoire

### Général

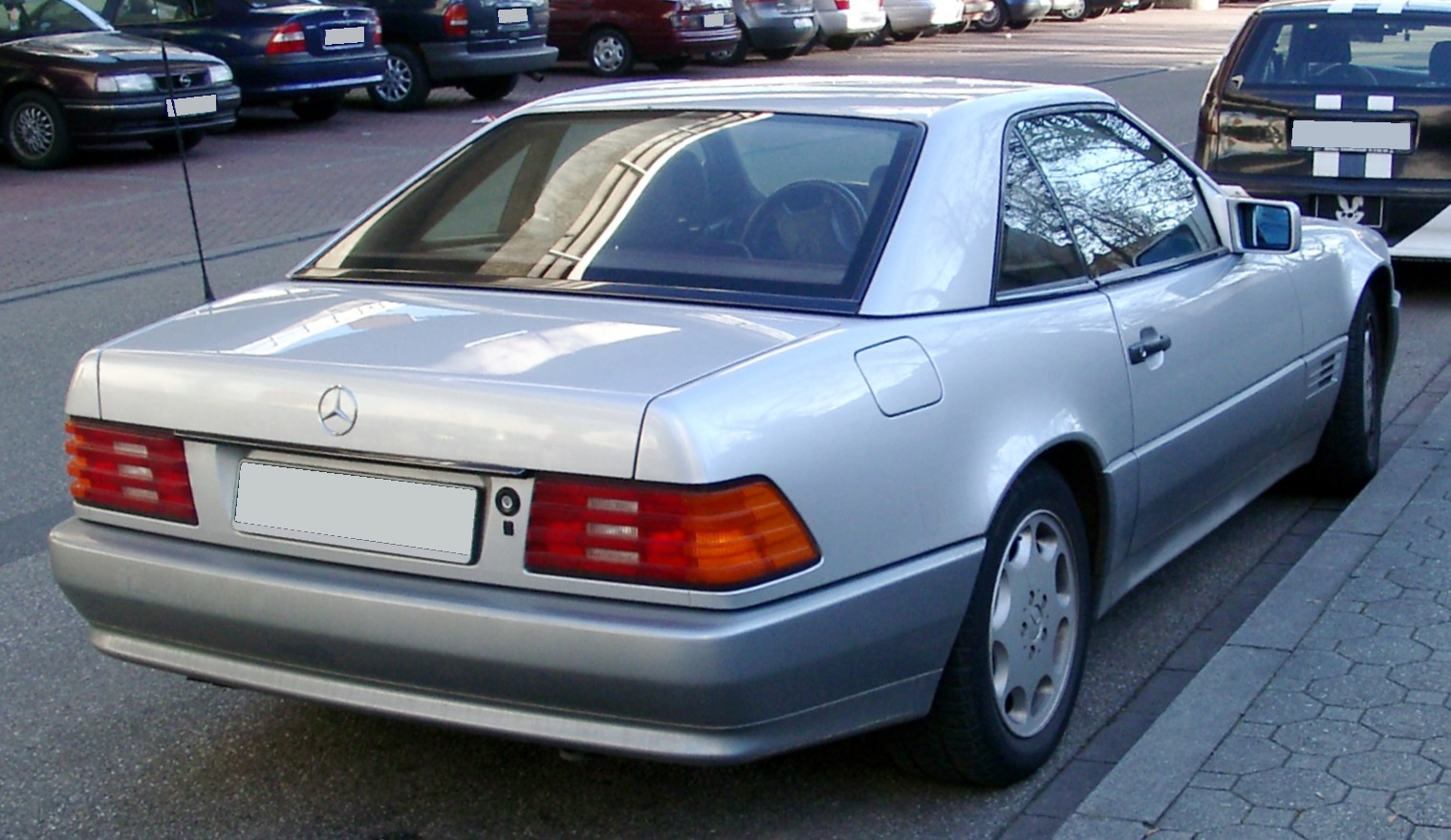
Vue arrière de la SL avec toit rigide

Le développement de la R 129 à commencé au milieu des années 1970, mais il a été suspendu pour un moment car les nouvelles générations de W 201 et W 124 nécessitaient beaucoup de ressources de développement. Cela explique également le cycle de production inhabituellement long du modèle précédent, la R 107. Le projet n’a été repris que vers 1982. Le design a été finalisé vers 1984 et un brevet a été déposé le 2 octobre 1986. La R 129 anticipait déjà certaines caractéristiques de conception de la W 140. Mercedes a basé l’assemblage du plancher sur celui de la W 124, mais il a été conçu pour des exigences spécifiques aux cabriolets telles qu’une plus grande rigidité en torsion.
La R 129 avait un essieu multibras et un arceau de sécurité à déploiement automatique qui se déployait en quelques fractions de seconde en cas de retournement pour protéger les occupants. Il y avait d’abord la R 129 avec un moteur V8, plus tard, le moteur douze cylindres en V de la Classe S était également disponible.

### Technologie et innovation
Dans la R 129, Mercedes a essentiellement utilisé la technologie d’entraînement des Mercedes-Benz Classe S qui étaient construites en parallèle. Pour la gamme R 129, il s’agissait initialement de la W 126, suivie de la W 140 et, après sa suppression, de la successeur, la W 220. Étant donné que le temps de construction des modèles SL était généralement nettement plus long que celui des berlines Classe S correspondantes, il y a également eu une transition avec un changement partiel de la technologie d’entraînement dans le modèle R 129. Ce qui frappe ici, c’est la transition du classique moteur six cylindres en ligne à quatre soupapes vers les nouveaux moteurs V6 à trois soupapes, beaucoup moins chers à produire et plus sûrs en cas de collision frontale. Les moteurs huit cylindres sont également passés de la technologie à quatre à trois soupapes.
Le système de suspension ADS (système d’amortissement adaptatif) a été proposé en option pour la première fois dans une Mercedes. Il s’agissait d’une suspension électronique demi-hydraulique de la suspension de roue (voir suspension active) avec contrôle de niveau pour les essieux avant et arrière. L’amortissement optimal était électroniquement calculé en continu pour chaque roue à l’aide des paramètres des capteurs d’accélération de roue et des capteurs d’accélération longitudinale et latérale du véhicule et ajusté en quatre étapes. De plus, le véhicule pouvait être abaissé de 20 mm à des vitesses supérieures à 120 km/h, et la garde au sol pouvait être augmentée de 40 mm à des vitesses inférieures à 40 km/h sur simple pression d’un bouton (ne s’applique pas aux modèles américains).
La R 129 a été le premier cabriolet Mercedes à disposer d’un arceau de sécurité automatique, qui se déploie en 0,3 seconde en cas de retournement. Une autre caractéristique de sécurité est les montants A, qui sont en grande partie à l’épreuve des plis en cas de retournement. Les sièges intégraux, dans lesquels la ceinture et l’appui-tête sont intégrés au siège, étaient nouveaux. Ils offrent un maintien latéral nettement meilleur que les sièges utilisés jusqu’alors. À partir de septembre 1989, une transmission automatique à cinq vitesses était disponible pour la 300 SL-24. À cette époque, les engrenages étroits utilisés dans les modèles à moteurs huit cylindres étaient encore trop faibles.
Un toit rigide était compris avec la livraison du véhicule, qui protège l’habitacle en hiver et qui pouvait être supprimé à un prix réduit pendant une courte période environ un an après le début de la production. Un toit rigide avec un toit panoramique en verre était disponible en accessoire dès le premier lifting, ce qui permettait une vue dégagée vers le haut et donc une certaine « sensation de cabriolet » pendant les mois d’hiver. Les toits rigides ne peuvent être interchangés que dans une mesure limitée entre les années de construction, car il existe différents systèmes d’étanchéité qui ne sont pas compatibles entre eux en raison de la fonction à course courte des vitres latérales.

### 1989—1995

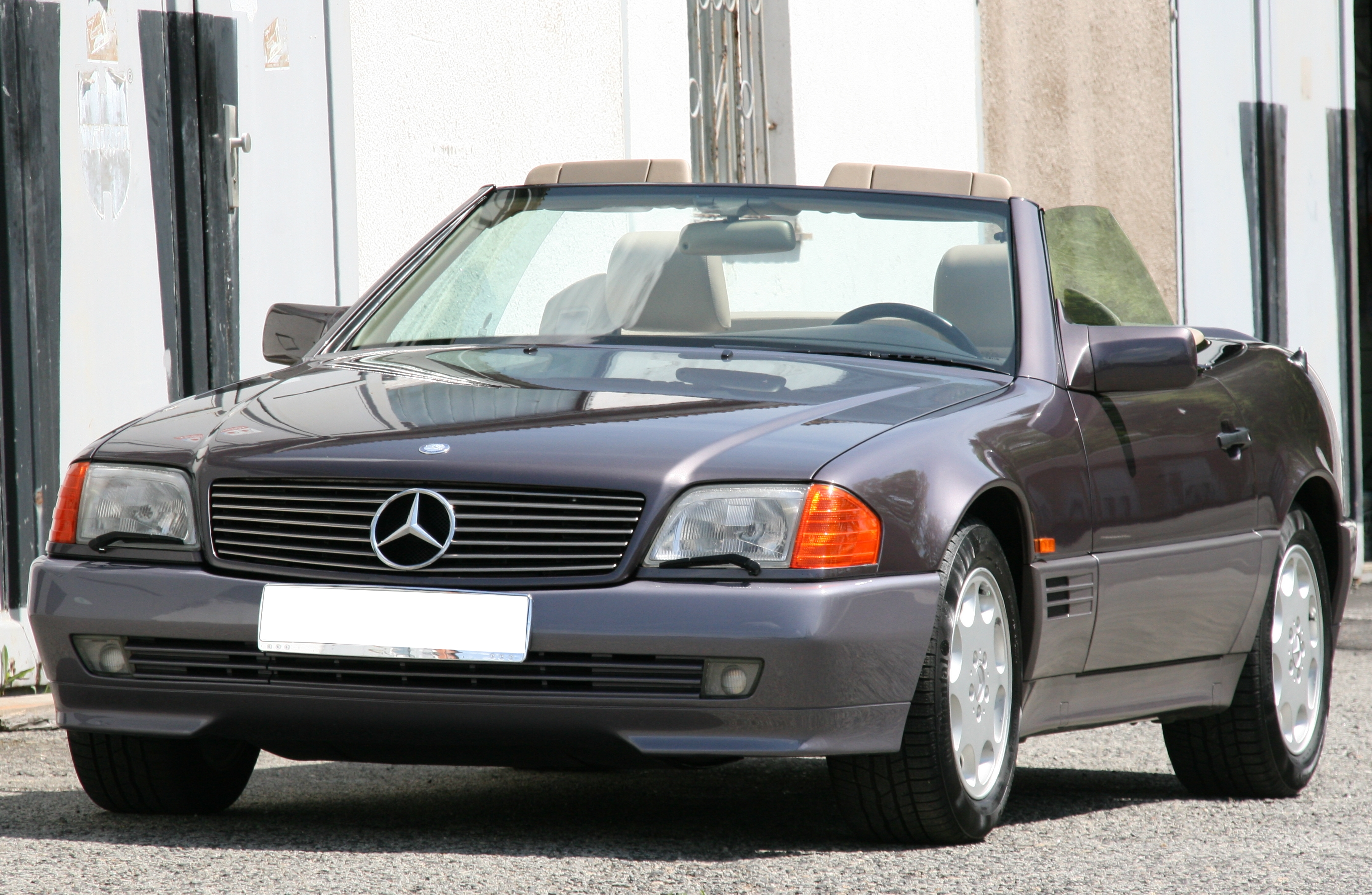
R 129 avec toit ouvert.
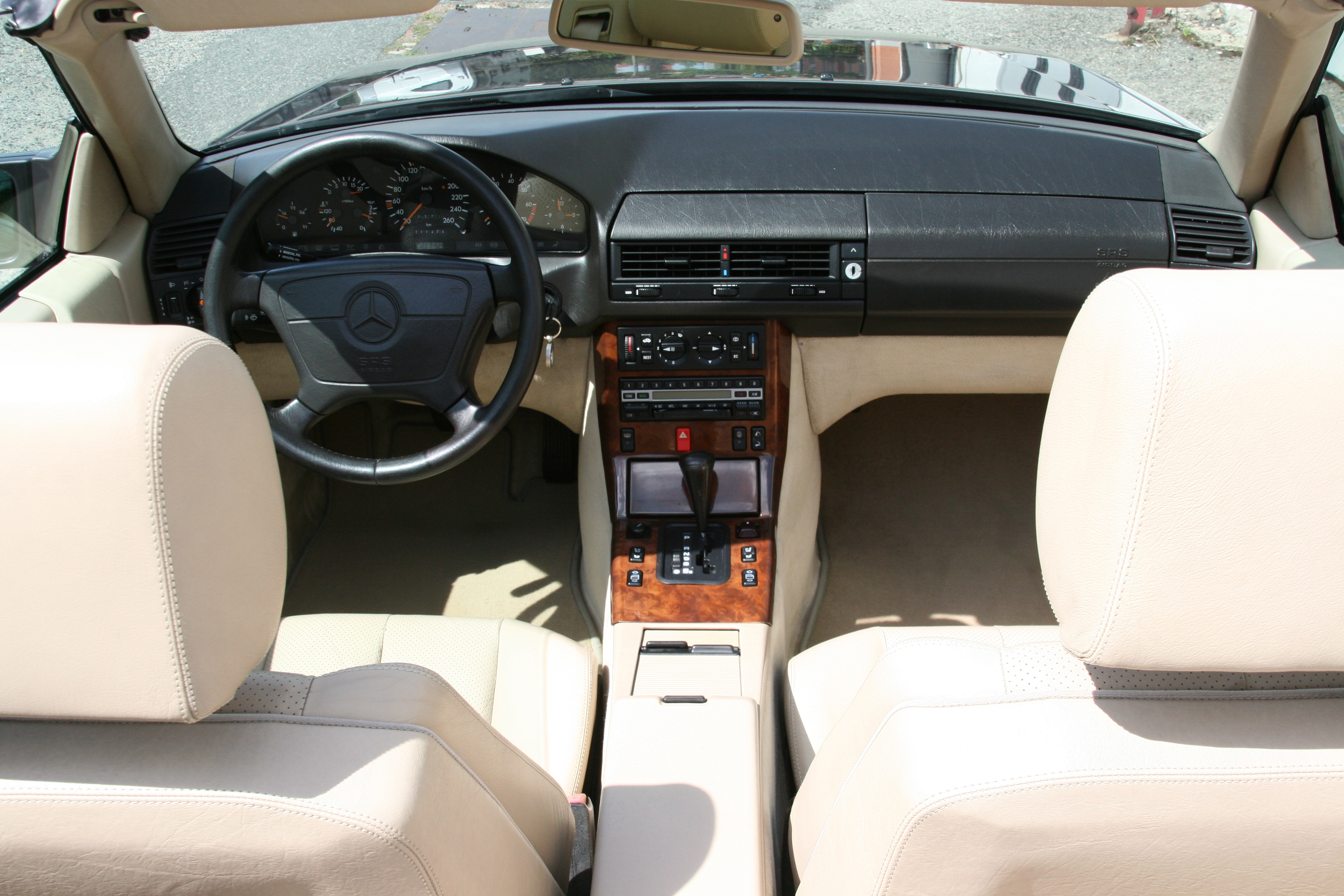
R 129, intérieur.
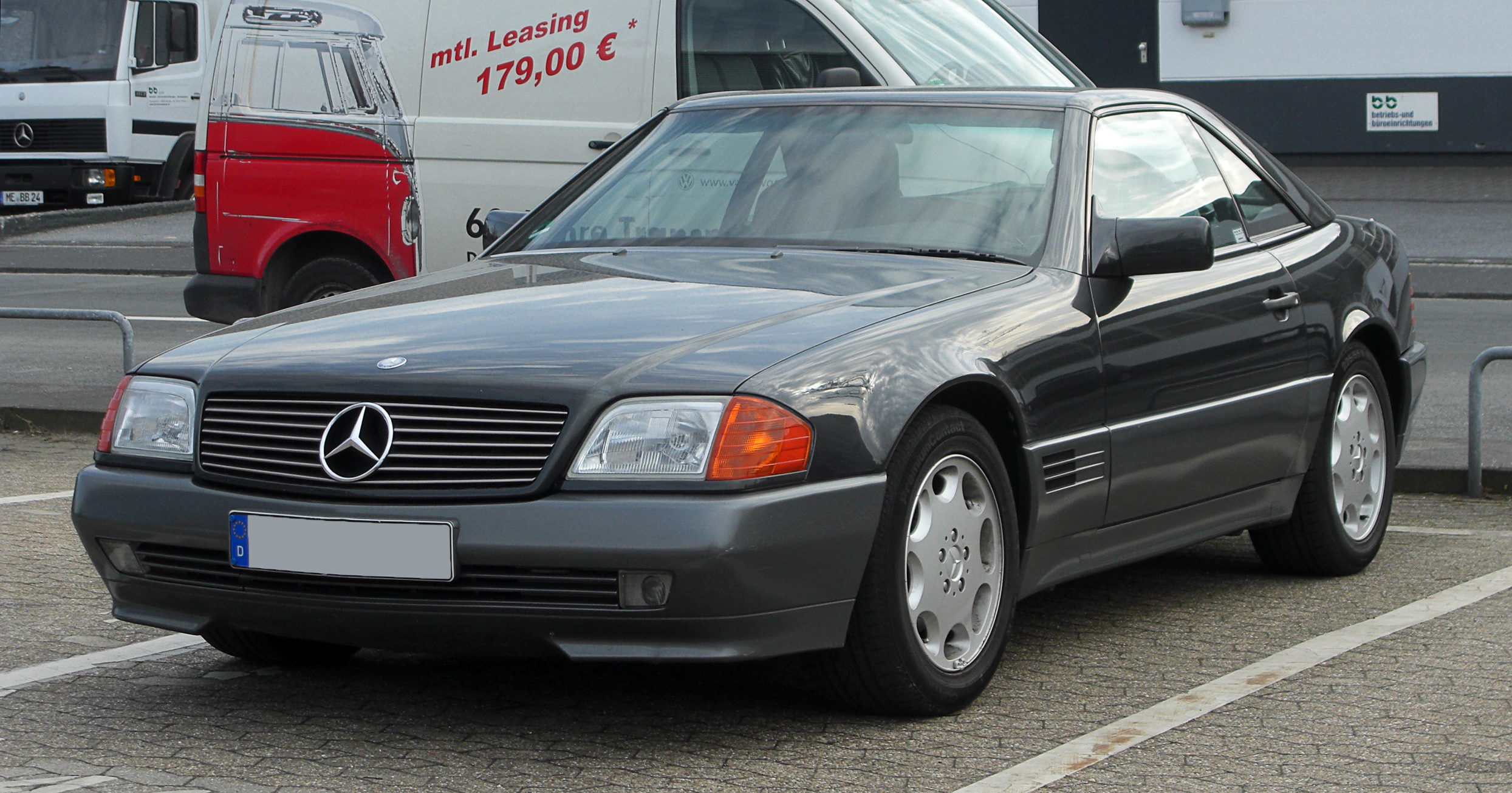
300 SL-24.
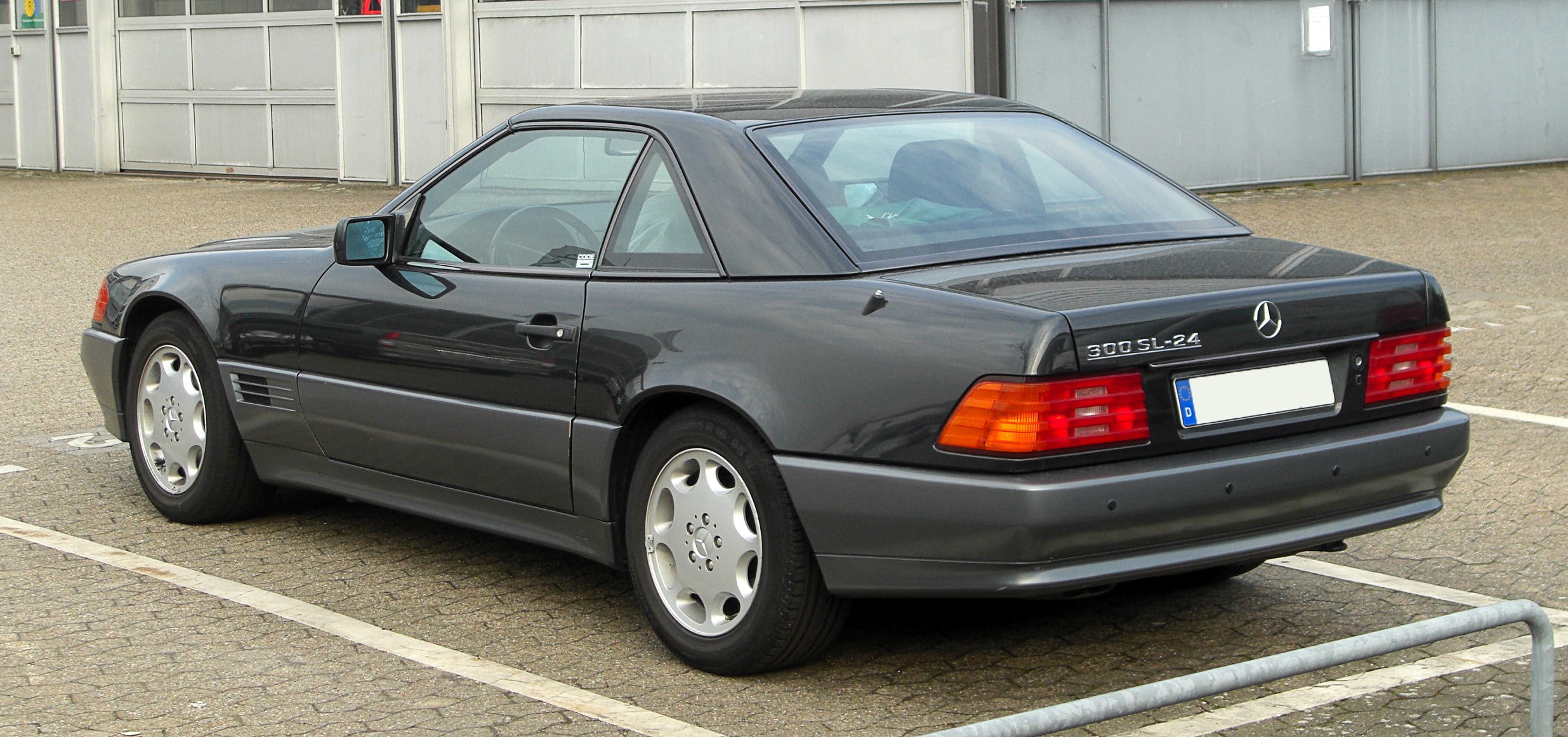
300 SL-24.
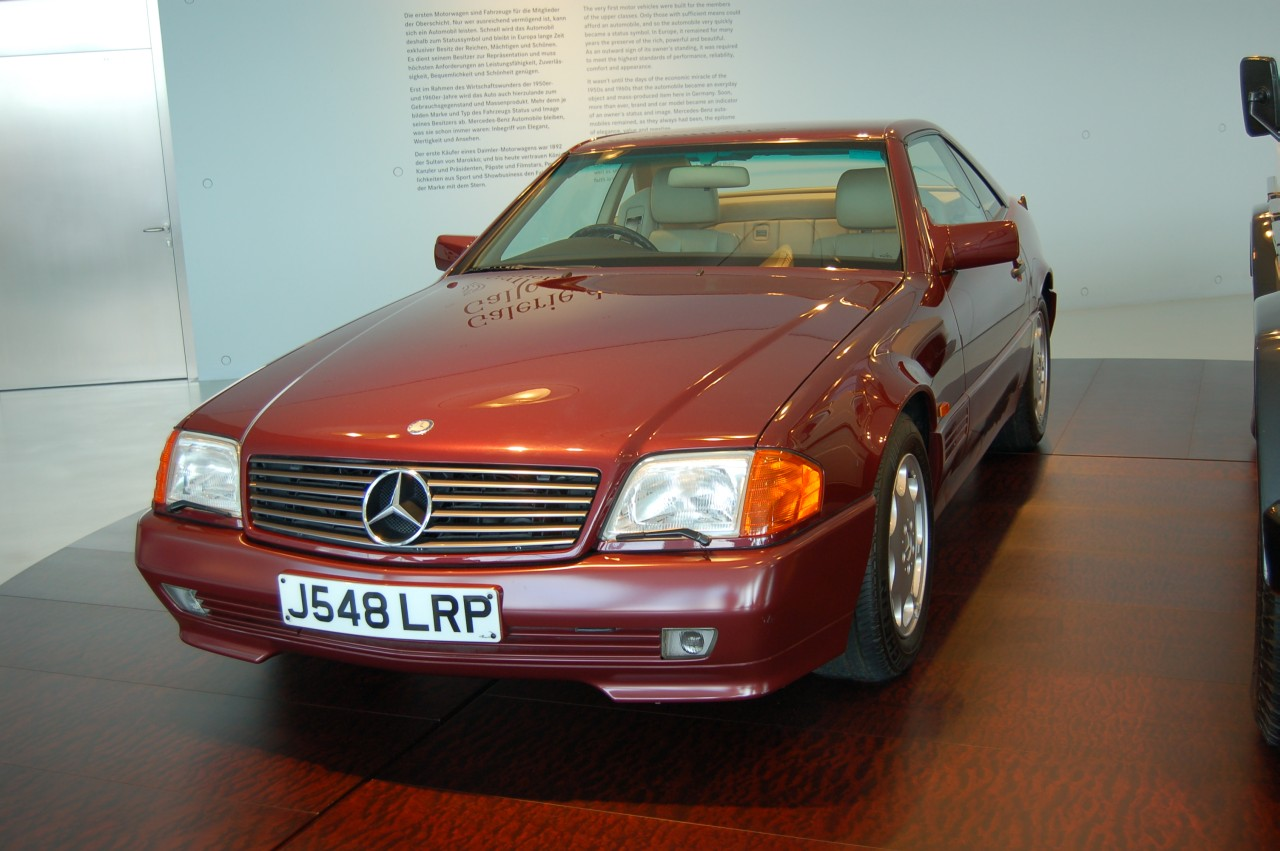
La 500 SL de la princesse Diana au musée Mercedes-Benz.

### Lifting pour le Salon de l’automobile de Francfort 1995
En septembre 1995, la gamme R 129 a été révisée et présentée au Salon de l'automobile de Francfort 1995. Le lifting comprenait, entre autres :
- Pare-chocs avant et arrière redessinés
- Verres de protection incolores sur les clignotants avant
- Grille de radiateur discrètement modifiée, maintenant avec six lamelles au lieu de sept
- Les panneaux latéraux et les pare-chocs ne sont plus contrastés mais de couleur carrosserie
- Feux arrière bichromatiques apparaissant en rouge
- Nouvelles jantes en alliage au design à 12 trous
- Panneaux de porte, volant et design des sièges légèrement modifiés
- Nouvelle transmission automatique à 5 rapports pour la SL 500 et la SL 600
- Moteur V12 et V8 de 5,0 L modifiés
- Programme de stabilité électronique (ESP) (de série uniquement avec la SL 600)
- Toit rigide en aluminium avec toit en verre et pare-soleil (option)
- Phares au xénon (option)
- Nouvelle transmission automatique également pour la SL 280 et la SL 320 à partir de juin 1996

### 1995—1998

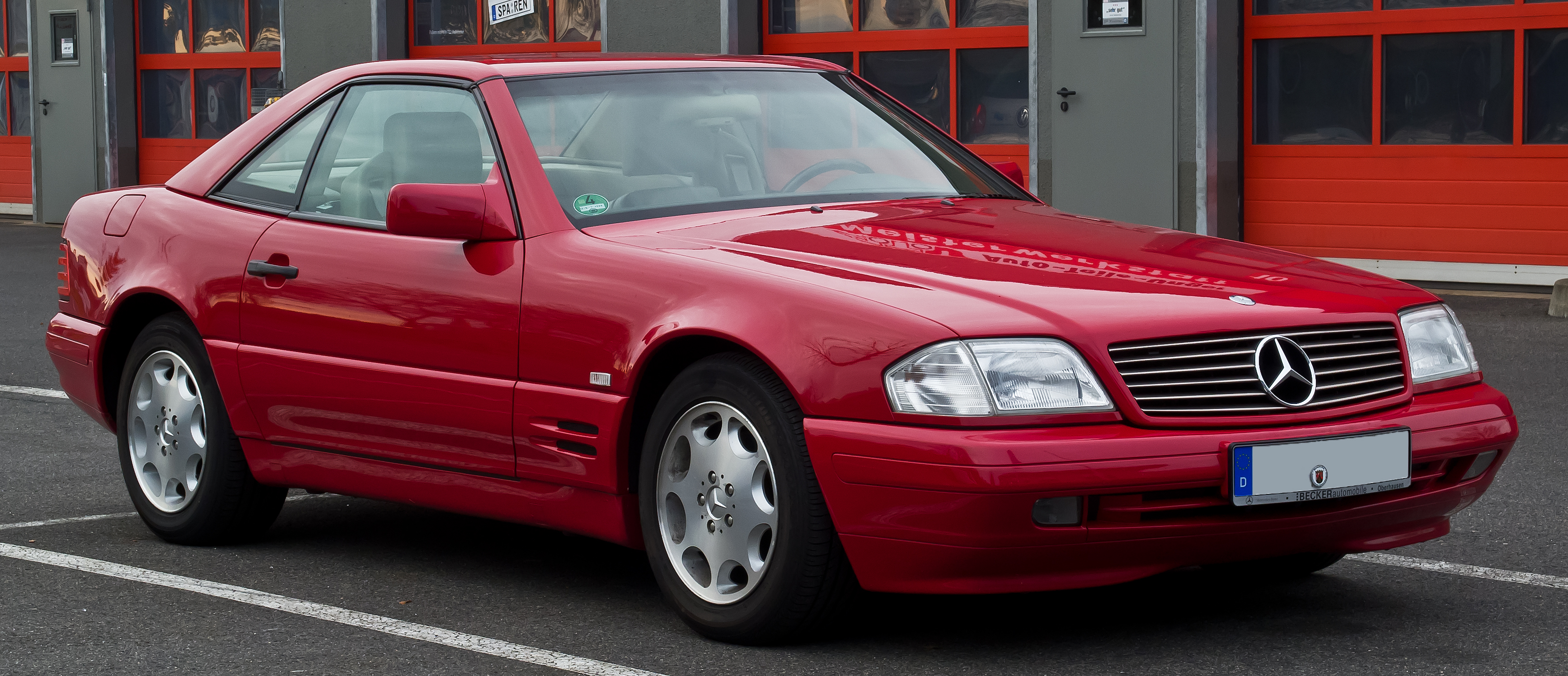
SL 320 (vue avant).
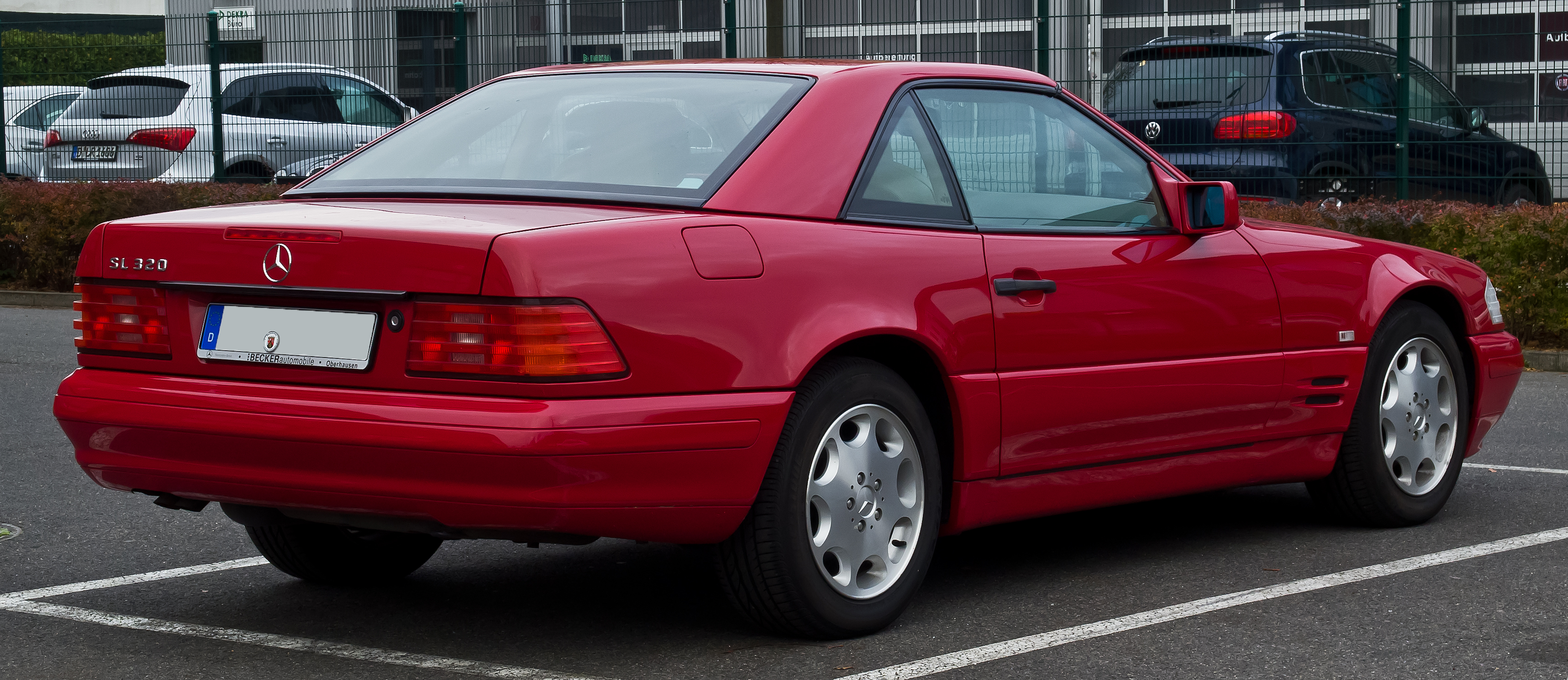
SL 320 (vue arrière).
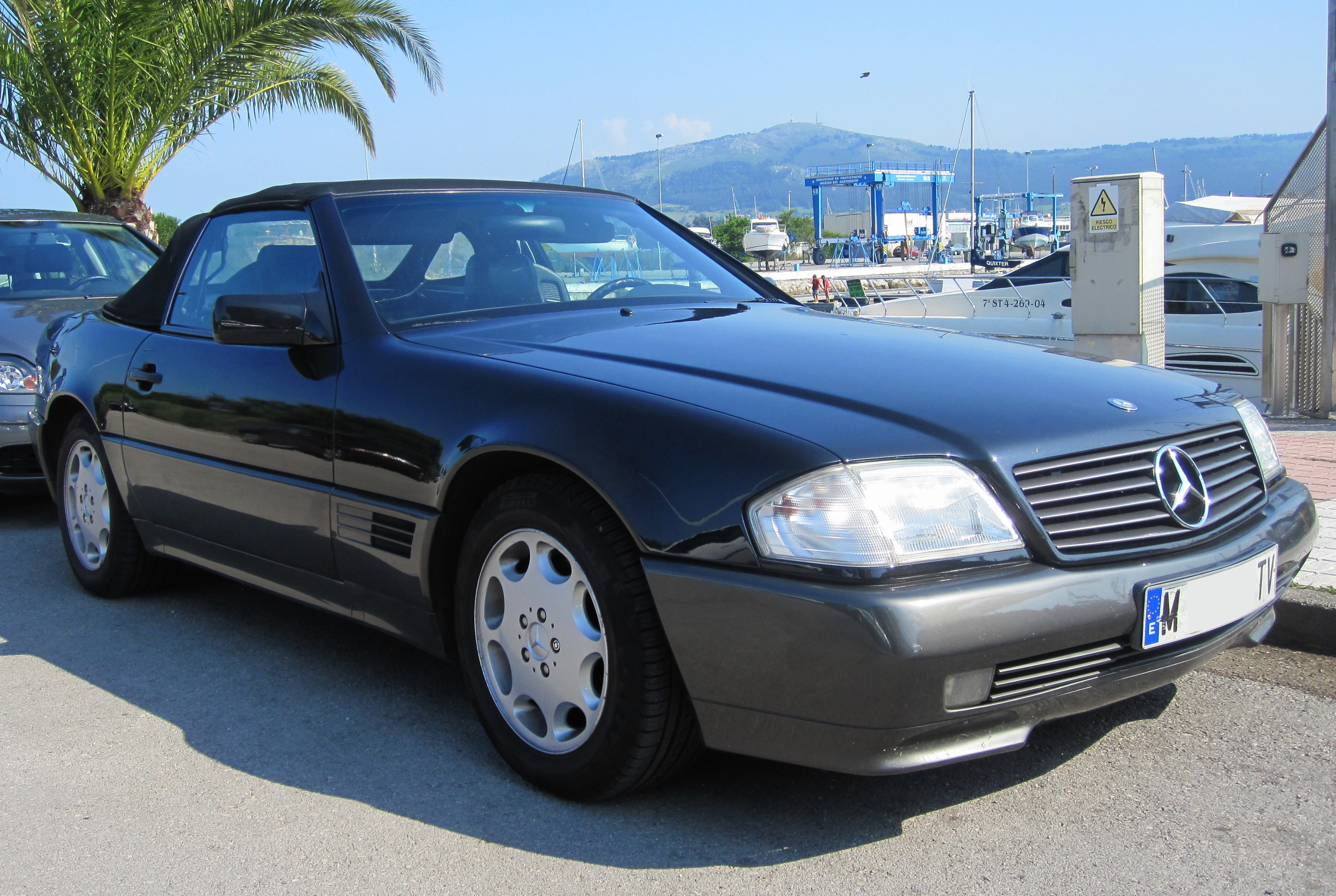
SL 500, avec capote (vue avant).
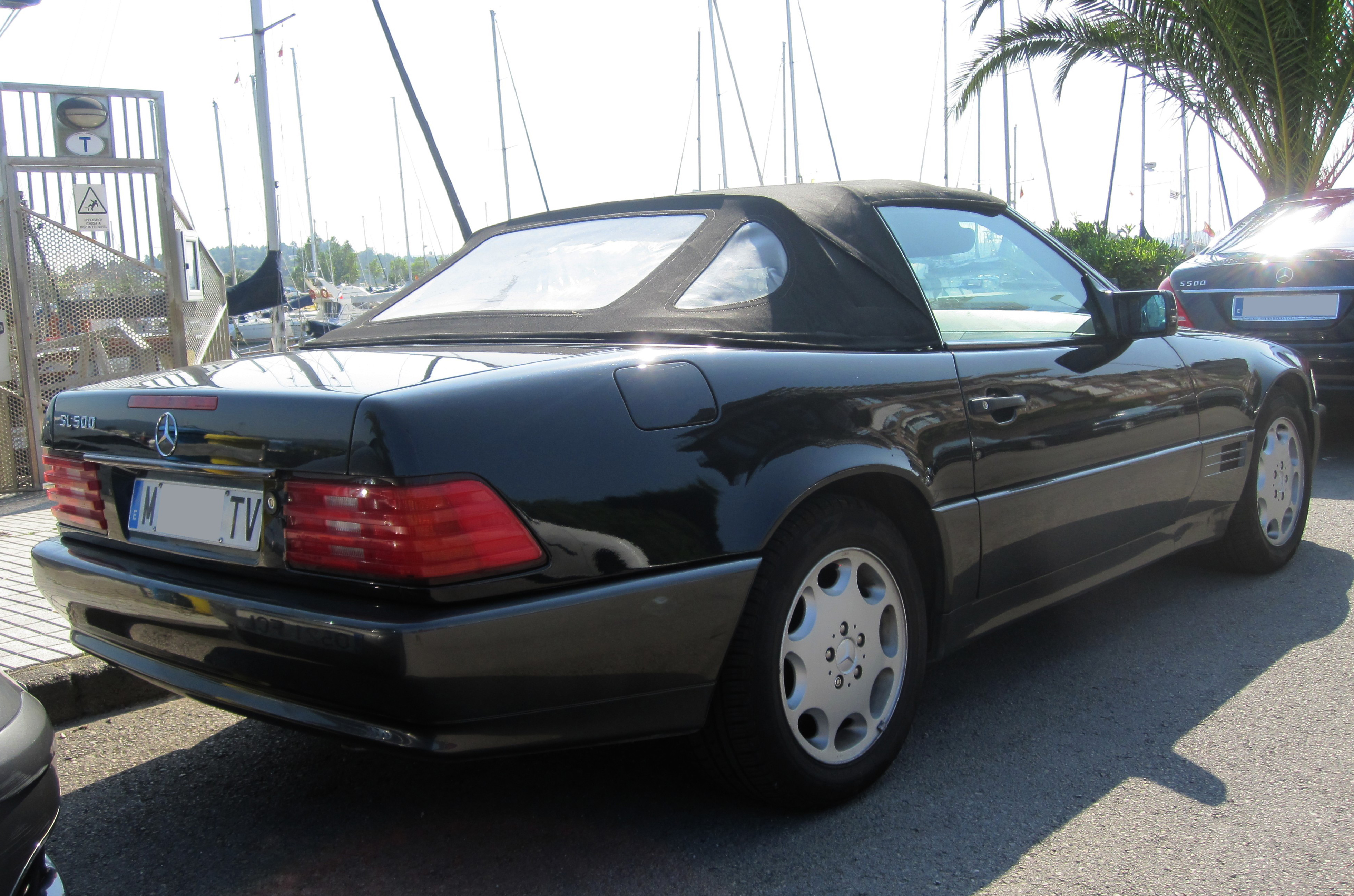
SL 500, avec capote (vue arrière).
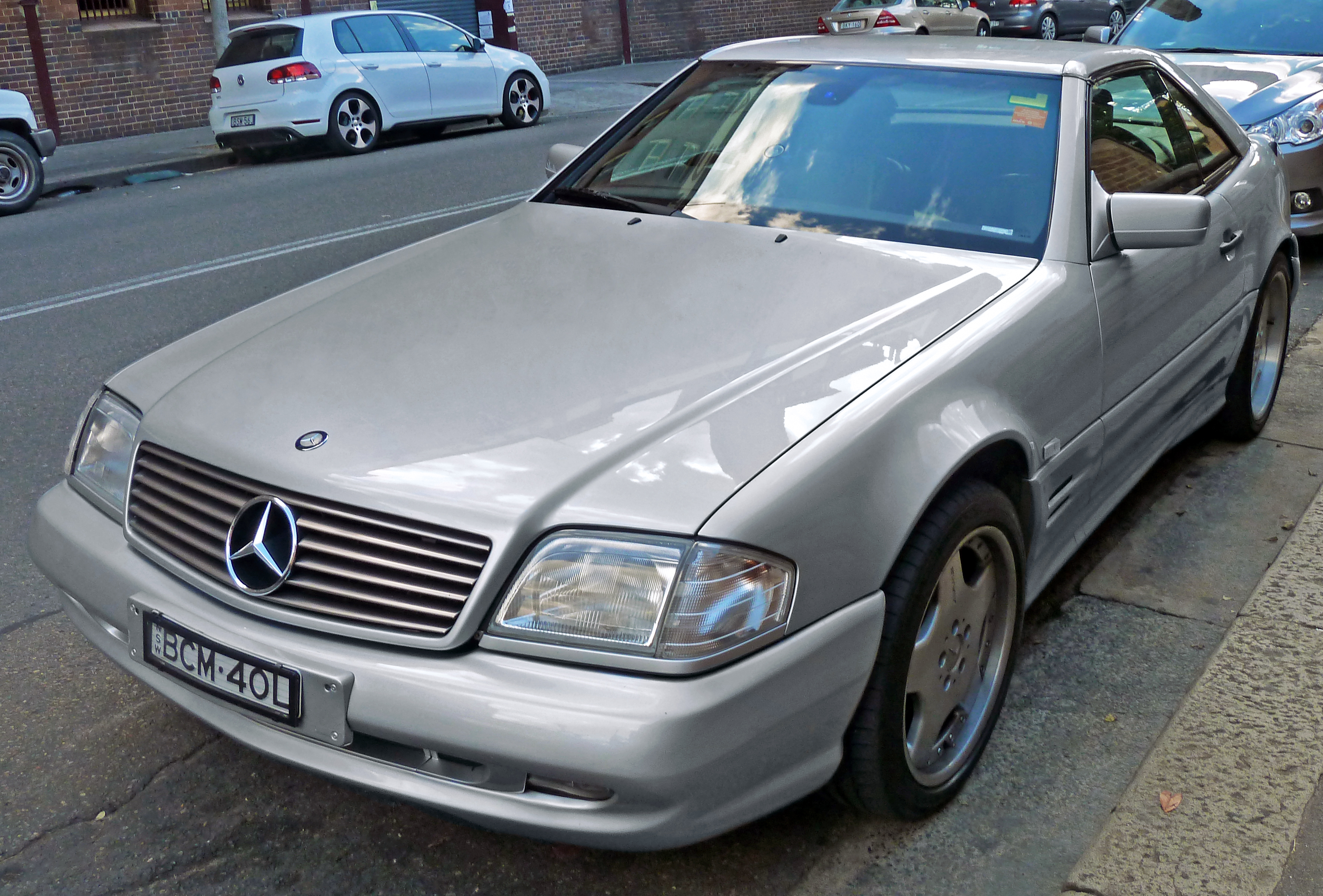
SL 60 AMG.

### Lifting 1998—2000
En avril 1998, la deuxième révision du modèle a eu lieu. Cela a été présenté au Salon de l'automobile de Turin : les changements ont tendance à affecter les détails, le plus frappant étant les feux arrière redessinés.
- Nouveaux moteurs V6 et V8 avec technologie à trois soupapes
- Nouvelles sorties d’échappement ovales
- Rétroviseurs extérieurs au design de la SLK
- Feux arrière redessinés
- Poignées de porte et accessoires de carrosserie peints de couleur carrosserie
- Système de freinage révisé et plus grand sur l’essieu avant, jantes en alliage à cinq trous nouvellement conçues et pneus 245/45 ZR 17
- La SL 60 AMG n’est plus disponible à partir de juin 1998

Le dernier et troisième lifting (à partir de l’année modèle 2000) n’affecte que les détails :
- Nouvel équipement exclusif en cuir : contrairement à la version précédente, le cuir nappa est désormais plus souple et a un grain fin
- Modifications technologiques mineures (radiocommande, APS30, commande moteur, etc.)

### 1998—2001

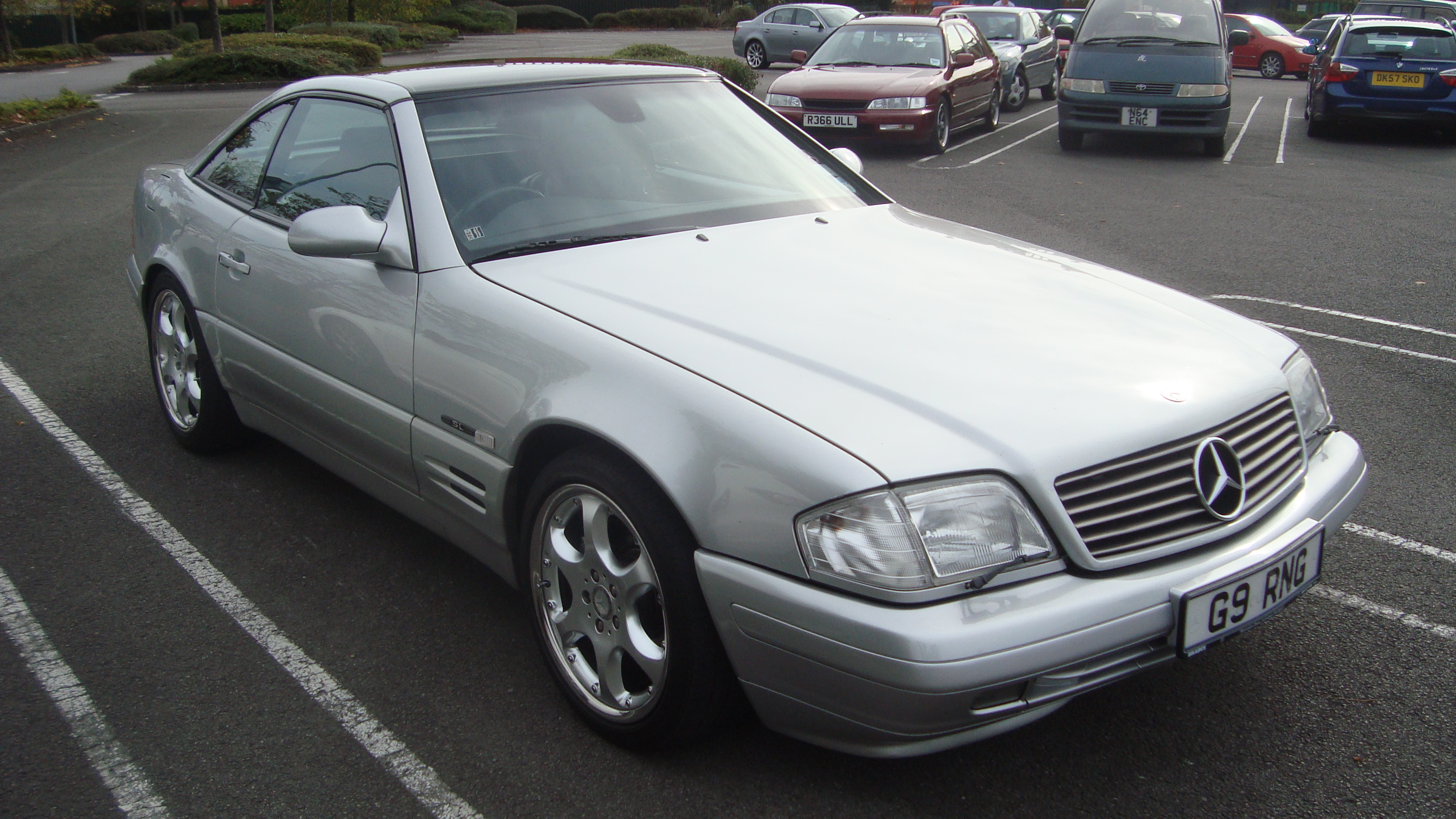
SL 500 avec toit rigide.
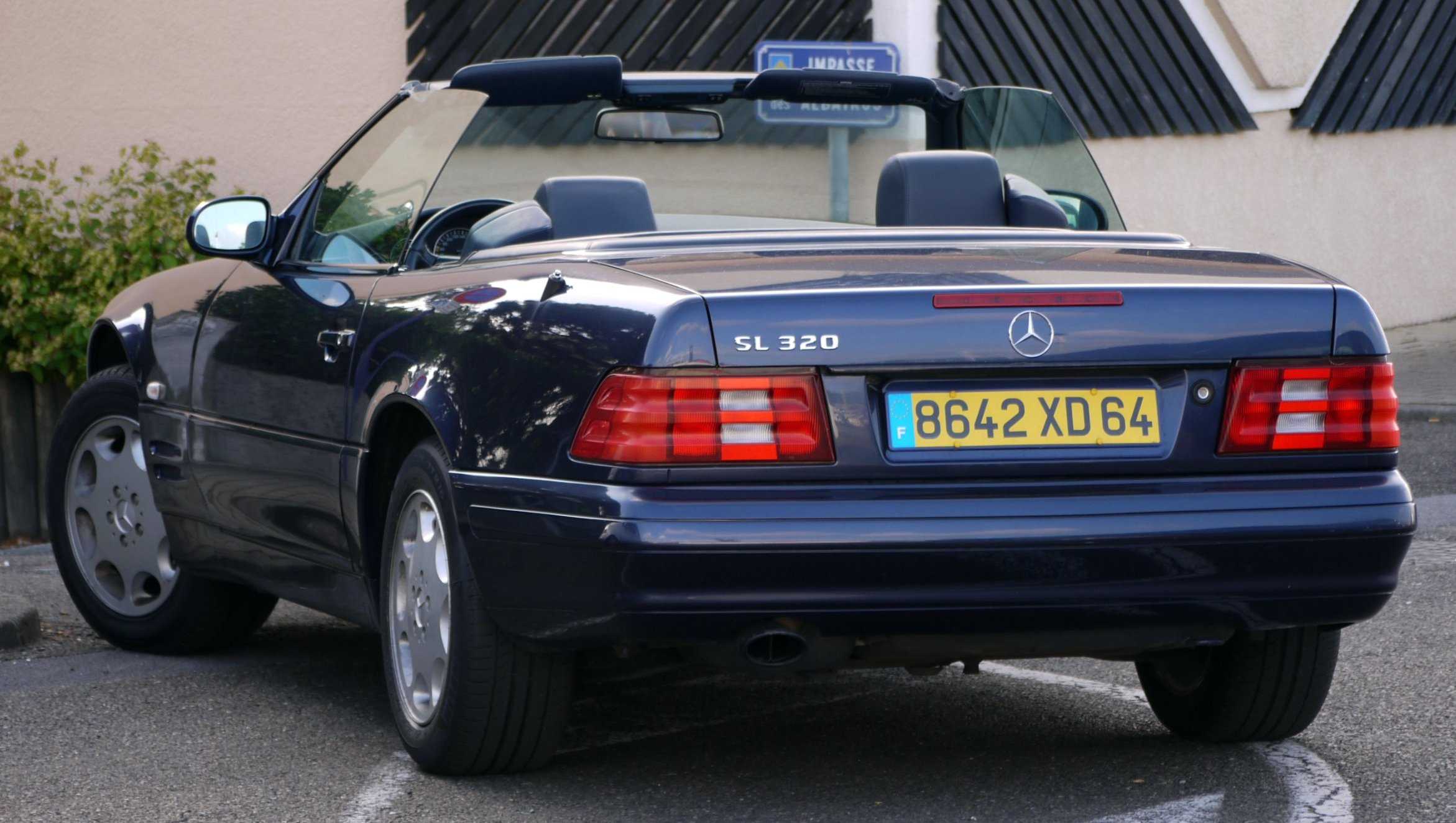
SL 320, vue arrière.
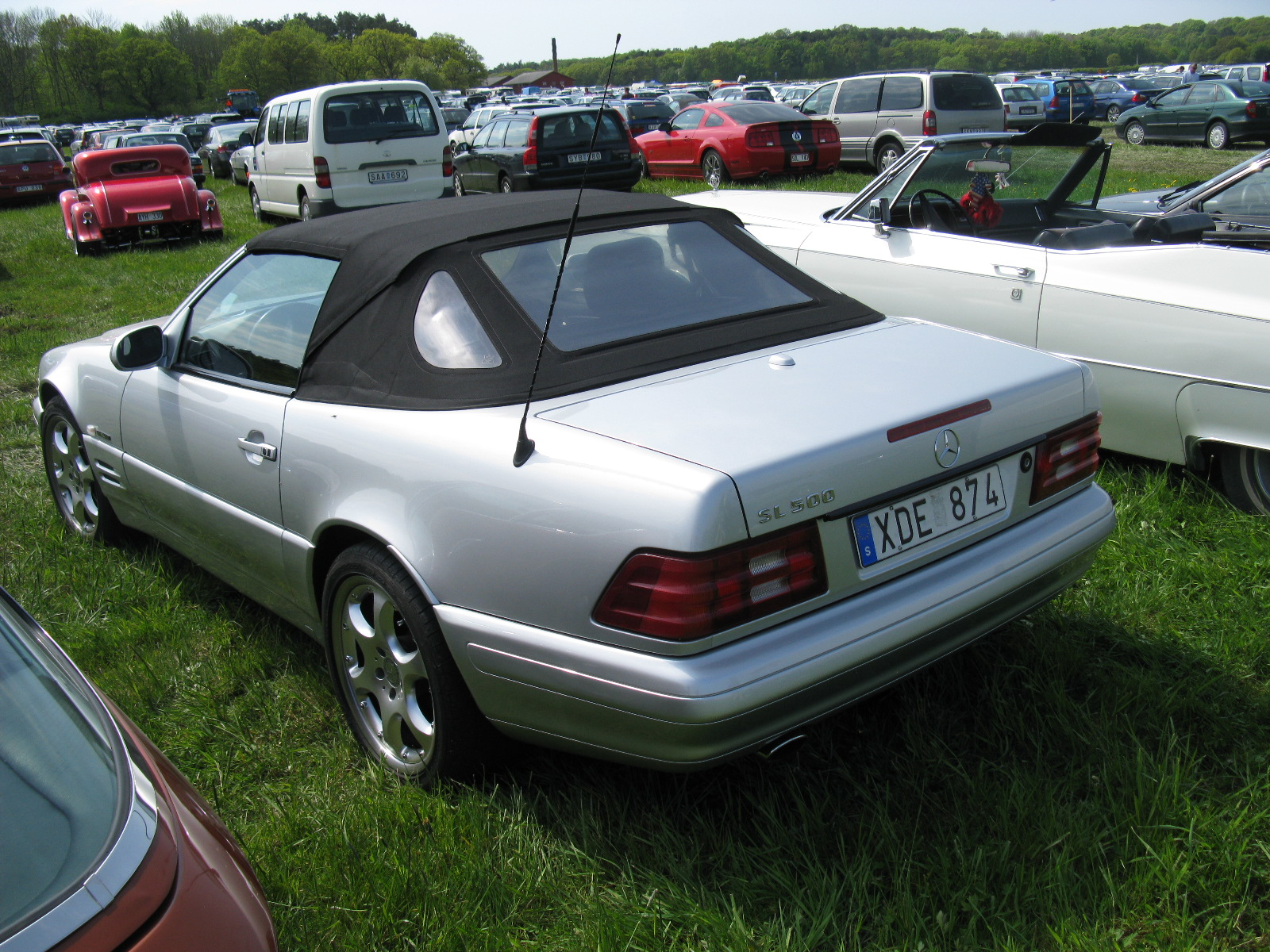
SL 500 avec capote (vue arrière).
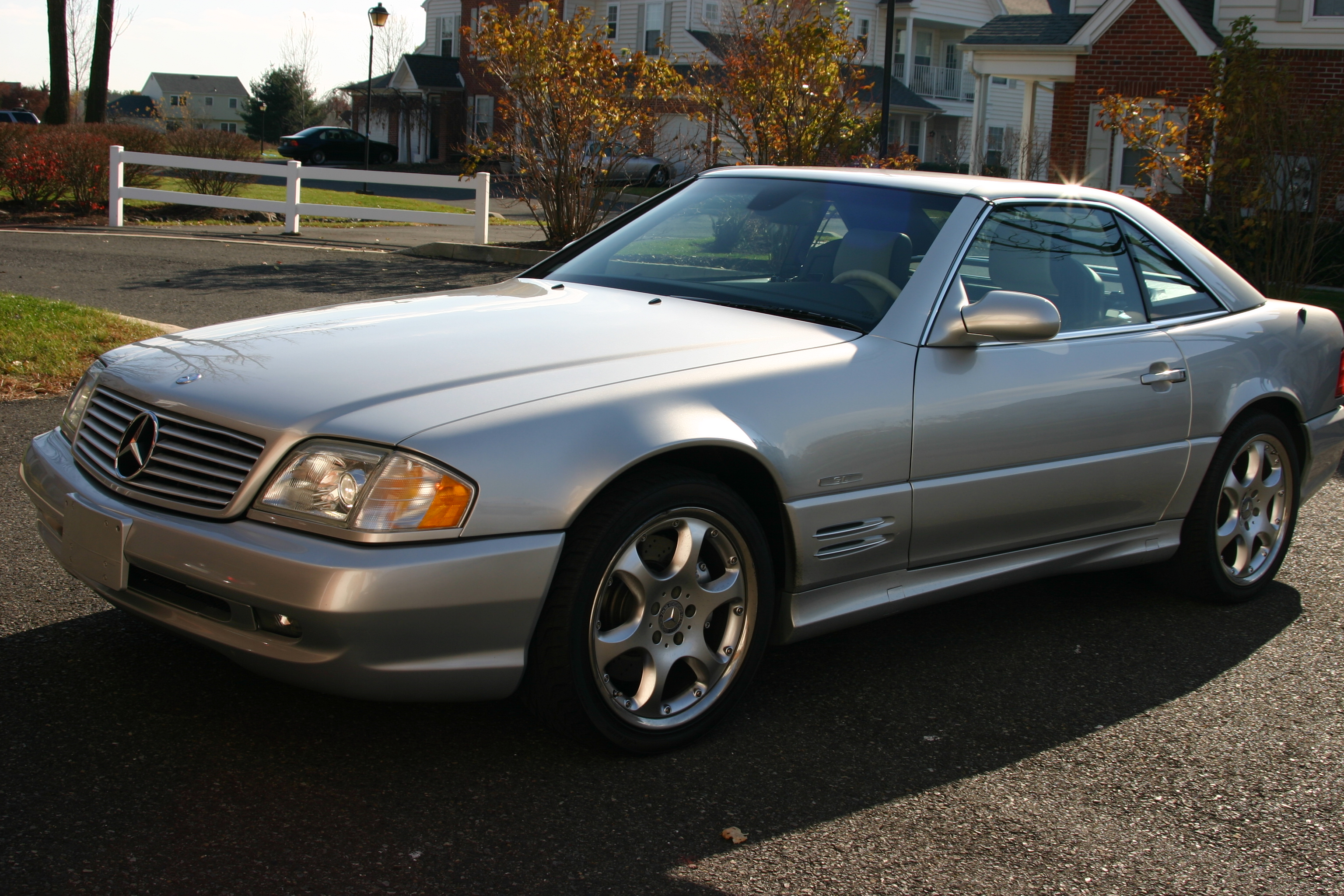
Modèle spécial SL 500 Silver Arrow (version américaine).
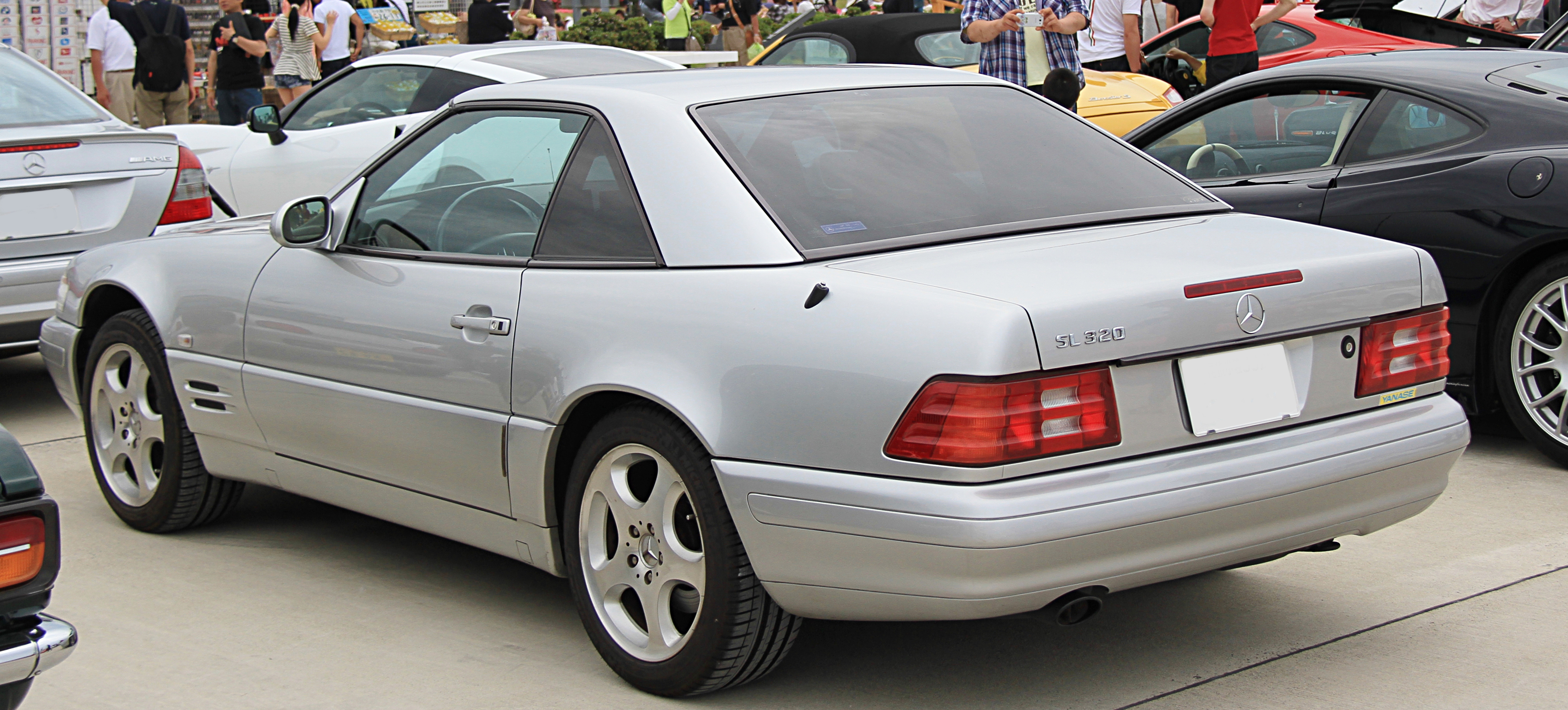
SL 320 (version américaine).

### Modèles spéciaux
| Modèle                            | Année      | Chiffre de production | Modèle de base                 | Changements |
| --------------------------------- | ---------- | --------------------- | ------------------------------ | --- |
| Mille Miglia                      | Avril 1994 | 10                    | 500 SL                         | Extérieur : carrosserie, pièces de pare-chocs et garnitures en argent brillant, emblème Mille Miglia sur les bouches d’aération latérales. Intérieur : cuir en bleu, accoudoir de siège, inserts de panneau de porte dans un matériau spécial à carreaux bleus rappelant la porte battante de la 300 SL, toutes les boiseries en érable moucheté bleu foncé, volant en cuir avec inserts en cuir bleu et en érable moucheté bleu foncé, sur le levier de vitesse automatique se trouve le numéro de production et le symbole Mille Miglia est utilisé |
| Special Edition                   | 1995       | 630                   | SL 280, SL320, SL 500          | Extérieur : carrosserie, pièces de pare-chocs et garnitures en argent brillant code 744, capote en tissu rouge, jantes alliage EVO 2 de 17", drapeau à damier sur les sorties d’air latérales des ailes avant, Intérieur : sièges en cuir noir avec accoudoir central et appuie-tête en rouge, coutures décorative rouges, clignotants de style américain, console centrale, levier de vitesses et inserts de porte en fibre de carbone, volant et compartiment arrière pour la capote avec surpiqûres décoratives rouges, tapis de sol noir avec bordure rouge. |
| 40th Anniversary Roadster Edition | 1997       | 750                   | SL 320, SL 500                 | Extérieur : carrosserie, pièces de pare-chocs et garnitures en Designo Blau code 012, SL 320 avec capote bleue ou Designo Rot code 019, SL 500 avec capote noire, jantes alliage EVO 2 de 17" (SL 500 seulement) Intérieur : sièges en cuir Grau (SL 320) ou Champignon (SL 500), clignotants de style américain, console centrale, insert de porte et volant Designo Blau (SL 320) ou Kastanie (SL 500), tapis de sol noir avec logo 40th Anniversary brodé |
| Special Edition                   | 1998       | 500                   | SL 280, SL 320, SL 500, SL 600 | Extérieur : carrosserie, pare-chocs et panneaux de carrosserie Obsidianschwarz code 197, capote en tissu rouge, jantes alliage EVO 2 de 18", lettrage Special Edition sur les ailes avant, seuils de porte en acier inoxydable avec lettrage Special Edition en relief. Intérieur : sièges en cuir avec appuie-tête en rouge, console centrale, levier de vitesses, jante de volant (partiellement) et inserts de portes en ronce de noyer noir, cadre avant du combiné d’instrumentations en rouge, tapis de sol noir avec bordure rouge |
| Designo Edition (MB UK)           | 1998       | 150                   | SL 280, SL 320, SL 500, SL 600 | Extérieur : carrosserie, pièces de pare-chocs et garnitures en Designo Varicolor code 017, capote bleue, jantes alliage EVO 2 de 17 pouces (SL 320) ou jantes alliage AMG de 18 pouces (à partir de la SL 500) Intérieur : sièges en cuir Designo Grau, console centrale, insert de porte et volant en ronce de noyer foncé, seuils de porte en acier inoxydable avec lettrage Special Edition |
| Designo Edition (MB Japan)        | 1998       | 67                    | SL 500                         | Extérieur : carrosserie, pièces de pare-chocs et garnitures en Designo Varicolor code 017, capote bleue, toit rigide panoramique, jantes alliage EVO 2 de 17 pouces (SL 320) ou jantes alliage AMG de 18" (à partir de la SL 500) Intérieur : sièges en cuir exclusif Grau avec accoudoir central Ultramarin, console centrale, insert de porte et volant en bois Designo Ultramarin, tapis de sol noir avec bordure Ultramarin |
| Mille Miglia                      | 1999       | 10                    | SL 55 AMG                      | Extérieur : carrosserie, pièces de pare-chocs et garnitures en Designo Silber code 029, capote en tissu noir, aile et badge de coffre avec lettrage Mille Miglia Intérieur : sièges en cuir noir, console centrale, insert de porte et volant en fibre de carbone Designo Silber |
| SL Edition                        | 2000       | 700                   | SL 320, SL 500                 | Extérieur : carrosserie, pare-chocs et éléments décoratifs Designo Mystic Blau code 032 avec capote en tissu bleu ou Brillantsilber code 744 avec capote en tissu noir, aile avec lettrage SL Edition, jantes BBS Albireo de 18", disques de frein perforés, étriers de frein peints en argent Intérieur : sièges en cuir Nappa noir perforé avec doublure argentée, sièges arrière, console centrale, insert de porte et volant en érable moucheté noir, grille de changement de vitesse en aluminium finition perle avec cadre chromé, lunette en aluminium sur le combiné d’instrumentations et sur la console de changement de vitesse en finition perle avec pointeurs blancs pour les instruments, seuils de porte éclairés avec inscription SL Edition, déflecteur de vent avec cadre chromé, tapis de sol noir avec bordure argentée et écusson SL |
| Final Edition                     | 2000       | 674                   | SL280, SL320, SL500            | Extérieur : carrosserie, pièces de pare-chocs et garnitures en Designo Brillantschwarz code 025 ou Silver Arrow code 777, capote en tissu noir, aile avec lettrage SL Final Edition, jantes en alliage léger AMG de 18 pouces, Intérieur : intérieur en cuir noir exclusif avec surpiqûres décoratives argentées, console centrale, insert de porte et volant en érable ondé, plaque Final Edition sur la console centrale, grille de changement de vitesse avec cadre chromé, combiné d’instrumentations avec cadre chromé et anneaux chromés autour des instruments ainsi que des pointeurs d’instruments blancs et couvercle de la grille de changement de vitesse chromé en aluminium, seuils de porte en acier inoxydable éclairés avec inscription "Final Edition", tapis de sol noir avec bordure argentée et badge SL |
| FormulaOne Edition                | 2000       | 20                    | SL 500                         | Extérieur : carrosserie, pièces de pare-chocs et garnitures en Designo Brillantschwarz code 025, capote en tissu noir, aile avec lettrage Formula One Edition, jantes en alliage léger AMG de 18 pouces Intérieur : intérieur en cuir noir, console centrale, insert de porte et volant en aluminium argenté, déflecteur de vent avec cadre chromé |
| Mille Miglia                      | 2000       | 12                    | 10 × SL 320, 2 × SL 500        | Extérieur : carrosserie, pièces de pare-chocs et garnitures en Brillantsilber code 744, capote en tissu noir, aile avec lettrage Mille Miglia Edition 2000, jantes en alliage léger AMG de 18 pouces, disques de frein perforés, étrier de frein peint en argent Intérieur : intérieur en cuir perforé Nappa noir avec sous-couche argentée, console centrale, insert de porte et volant en érable moucheté noir, badge Mille Miglia numéroté sur le couvercle du cendrier et inscription "Edition 2000 Series x/12" (avec x en tant que numérotation consécutive de 1 à 12), pommeau de levier de vitesse avec le nom du pilote, qui a conduit cette voiture aux Mille Miglia 2000, structure de la grille de sélection en aluminium avec cadre chromé, Kombiinstrument mit Frontrahmen combiné d’instrumentations avec structure en aluminium et pointeurs d’instruments blancs, seuils de porte en acier inoxydable avec inscription "Mille Miglia 2000 Edition", tapis noir avec bordure argentée et emblème Mille Miglia brodé |
| Silver Arrow Edition USA          | 2001       | 1550                  | 1450 × SL 500, 100 × SL 600    | Extérieur : carrosserie et pare-chocs en Silver Arrow Metallic code 777, capote noire avec fil brillant supplémentaire, aile avec lettrage Silver Arrow, jantes en alliage BBS Albireo de 18 pouces avec protection en acier inoxydable brillant, disques de frein perforés, étrier de frein peint en argent, baguette décorative en aluminium chromé brillant, toit rigide panoramique pour la SL 600, garniture d’échappement en acier inoxydable poli, prises d’air avec 2 ailettes en aluminium chromé Intérieur : sellerie en cuir noir avec assise centrale et appuie-tête gris orion, panneaux de porte et accoudoir central en gris orion, accoudoir central avec logo Silver Arrow en relief, console centrale et incrustation de porte en érable moucheté noir, logo Silver Arrow sur le couvercle du cendrier, grille de changement de vitesse avec structure en aluminium et cadre chromé avec finition perle, combiné d’instrumentations avec cadre en aluminium, instruments avec finition nacré et aiguilles blanches, seuils de porte en acier inoxydable éclairés avec inscription "Silver Arrow", tapis de sol noir avec bordure argentée et écusson SL, pédales en aluminium avec boutons en caoutchouc, déflecteur de vent avec cadre chromé |
| Mille Miglia                      | 2001       | 13                    | SL 600                         | Extérieur : carrosserie et pare-chocs en Silver Arrow Metallic, capote en tissu noir, aile avec lettrage Mille Miglia 2001, badge Mille Miglia sur le couvercle du coffre, jantes alliage BBS Albireo de 18", disques de frein perforés, étrier de frein peint en argent, baguette décorative en aluminium chromé brillant, compartiment pour la capote hautement poli, garniture d’échappement en acier inoxydable poli, toit rigide panoramique, aile |

## Moteurs
Dans la R 129, des moteurs six, huit et douze cylindres étaient proposés avec plusieurs niveaux de puissance. Initialement, les modèles 300 SL, 300 SL-24 et 500 SL figuraient sur les listes de prix. À partir de 1992, la première SL à moteurs douze cylindres, la 600 SL (plus tard SL 600), était disponible. Peu à peu, la SL a obtenu les moteurs V6 et V8 plus modernes de la Classe S. Ceux-ci avaient un double allumage et trois soupapes par cylindre.

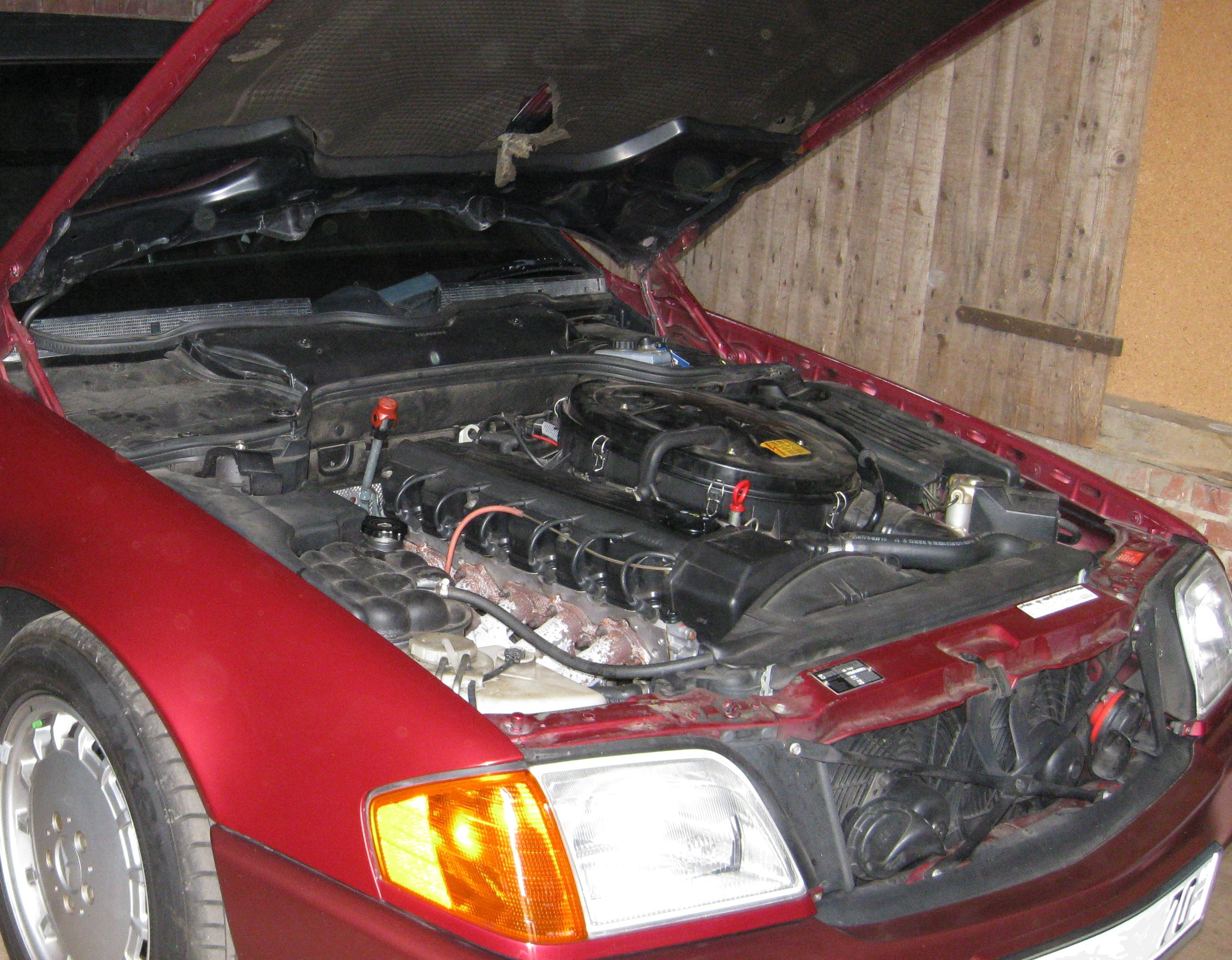
Moteur M 103 dans le compartiment moteur d’une 300 SL, année 1991.
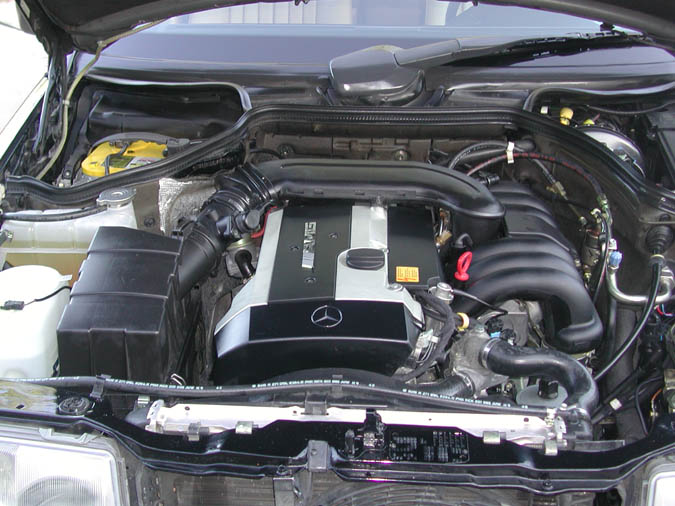
Moteur M 104 AMG 3.6 dans une W 124.
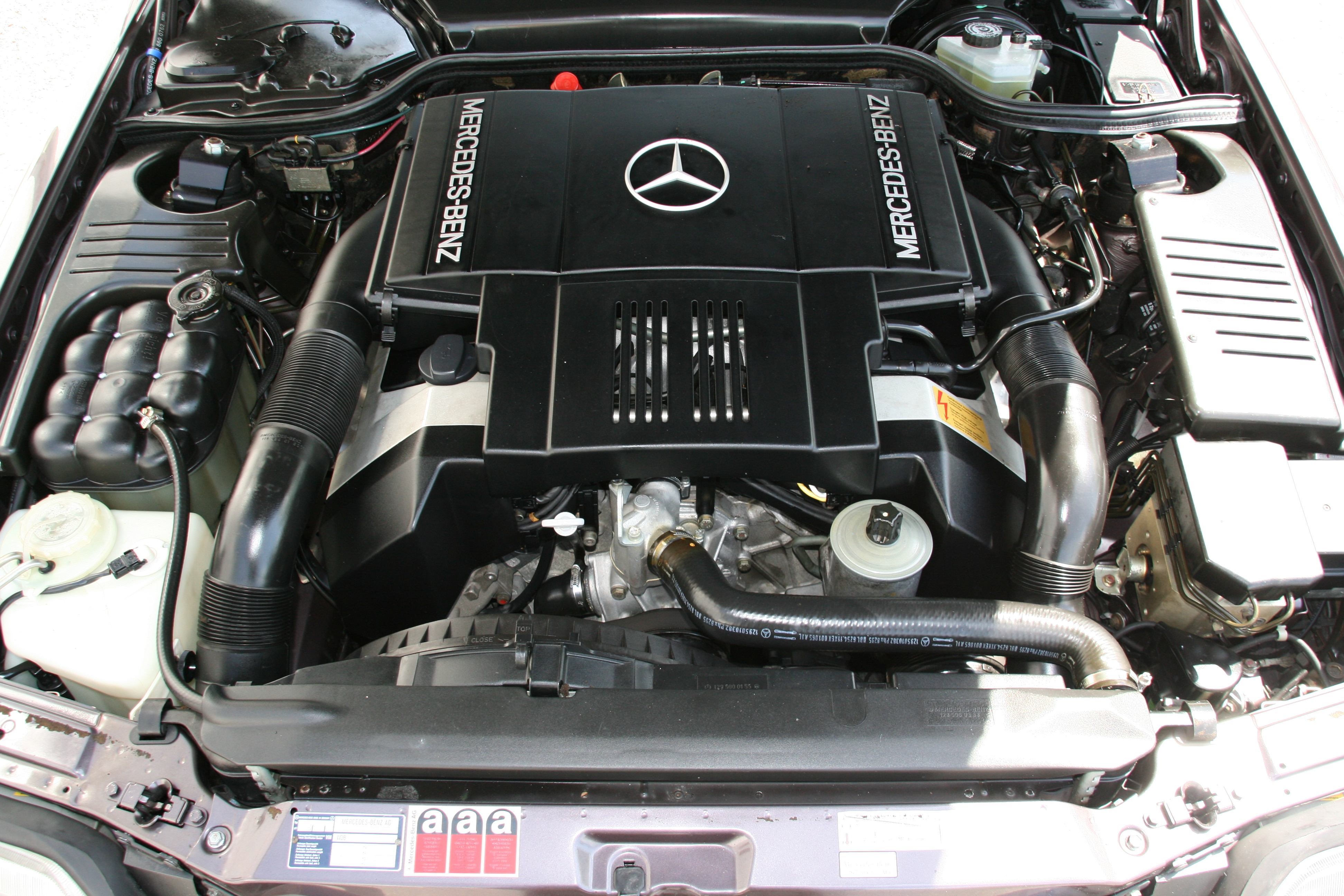
Moteur V8 M 119 LH dans une SL 500, année 1993.
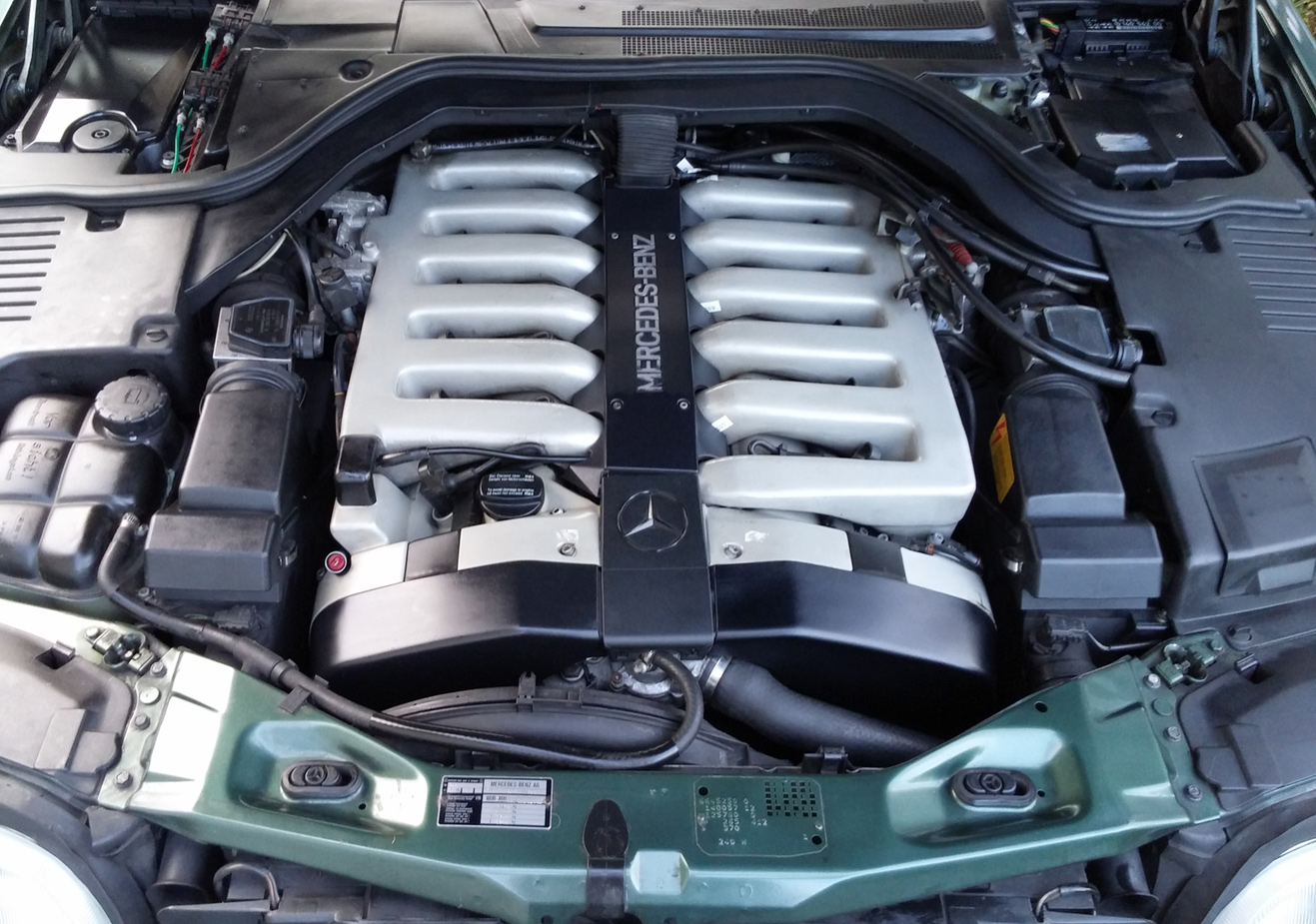
Moteur V12 M 120 dans une S 600.

## Modèles AMG
Les versions AMG n’ont été construites qu’en petit nombre. À partir de 1993, AMG proposait la SL 60 AMG avec le moteur huit cylindres M 119 alésé à six litres. Elle figurait officiellement dans la liste des prix Mercedes jusqu’en 1998 et elle coûtait environ 220 000 Deutsche Mark la dernière année de production. Avec le lifting de la gamme apparue à l’époque, celle-ci est sortie du programme. Basé sur la SL 280, AMG a développé la SL 36 AMG en 1995 avec un moteur six cylindres en ligne (M 104 E 36) de 3,6 litres et 200 kW (272 ch). Le véhicule a été remis au vainqueur de la MercedesCup de Stuttgart (Thomas Muster) par Helmut Werner, alors président du conseil d’administration de Mercedes-Benz AG. Ce véhicule est une pièce unique.
La SL 600 6.0 AMG, la SL 70 AMG et la SL 73 AMG avec moteurs douze cylindres ont été brièvement disponibles au milieu des années 1990. Après une courte pause, ces véhicules étaient à nouveau disponibles de 1998 à 2001, mais jamais officiellement dans la liste des prix Mercedes-Benz. Elles sortaient de la chaîne de montage de Mercedes sous le nom SL 600 avec une finition de style AMG et des roues AMG, puis elles étaient converties chez AMG à Affalterbach. Parallèlement à la cylindrée augmentée à 7,0 ou 7,3 litres, la culasse modifiée du moteur de 6,0 litres et d’autres mesures de réglage ont été modifiés pour rendre justice aux performances supérieures, notamment à l’arbre de transmission et au système de freinage. Le châssis avec amortissement adaptatif (ADS) du modèle d’origine a été conservé, et la transmission et le rapport de transmission final sont restés les mêmes. À l’époque, ces finitions technologiques coûtaient 81 657,04 Deutsche Mark (SL 70 AMG) ou 99 180 Deutsche Mark pour la SL 73 AMG (liste des prix AMG Manufaktur de 04/1999), en plus du prix de base d’au moins 240 000 Deutsche Mark pour la SL 600 avec finition de style AMG et jantes AMG. Une SL 600 6.0 AMG (code moteur 120981 avec 324 kW/600 Nm), qui a été principalement fabriquée pour le compte d’AMG Japan Inc., a coûté 24 300 000 yen en 1993, ce qui correspondait à environ 300 000 Deutsche Mark, soit un supplément d’environ 60 000 Deutsche Mark.
En 1995, 35 exemplaires de la SL 72 AMG ont été fabriqués. Le sultan de Brunei a acquis 25 unités, seulement 10 unités ont été mises en vente. Cette version est propulsée par un moteur douze cylindres d’une cylindrée de 7,2 litres, d’une puissance de 532 ch (391 kW) et d’un couple maximal de 740 Nm. Ici aussi, la base était la SL 600.
La SL 55 AMG présentée en 1999 était également un produit manufacturé basé sur la SL 500, qui n’apparaissait pas officiellement dans la liste des prix Mercedes-Benz. La SL 55 AMG est propulsée par le V8 de 5,4 litres modifié mais avec la même cylindrée que dans la R 129, qui était également dans l’E 55 AMG (Type 210), entre autres. Le prix de la finition technologique (SL 500 livrée avec la finition de style AMG et jantes AMG) était de 37 120 Deutsche Mark. Cela comprend le moteur, une commande de moteur adaptée, une commande de transmission adaptée et un rapport d’essieu arrière différent. Sur demande, il y avait aussi d’autres modifications telles qu’une augmentation de la vitesse de pointe à 280 km/h ou une personnalisation plus poussée de l’intérieur.

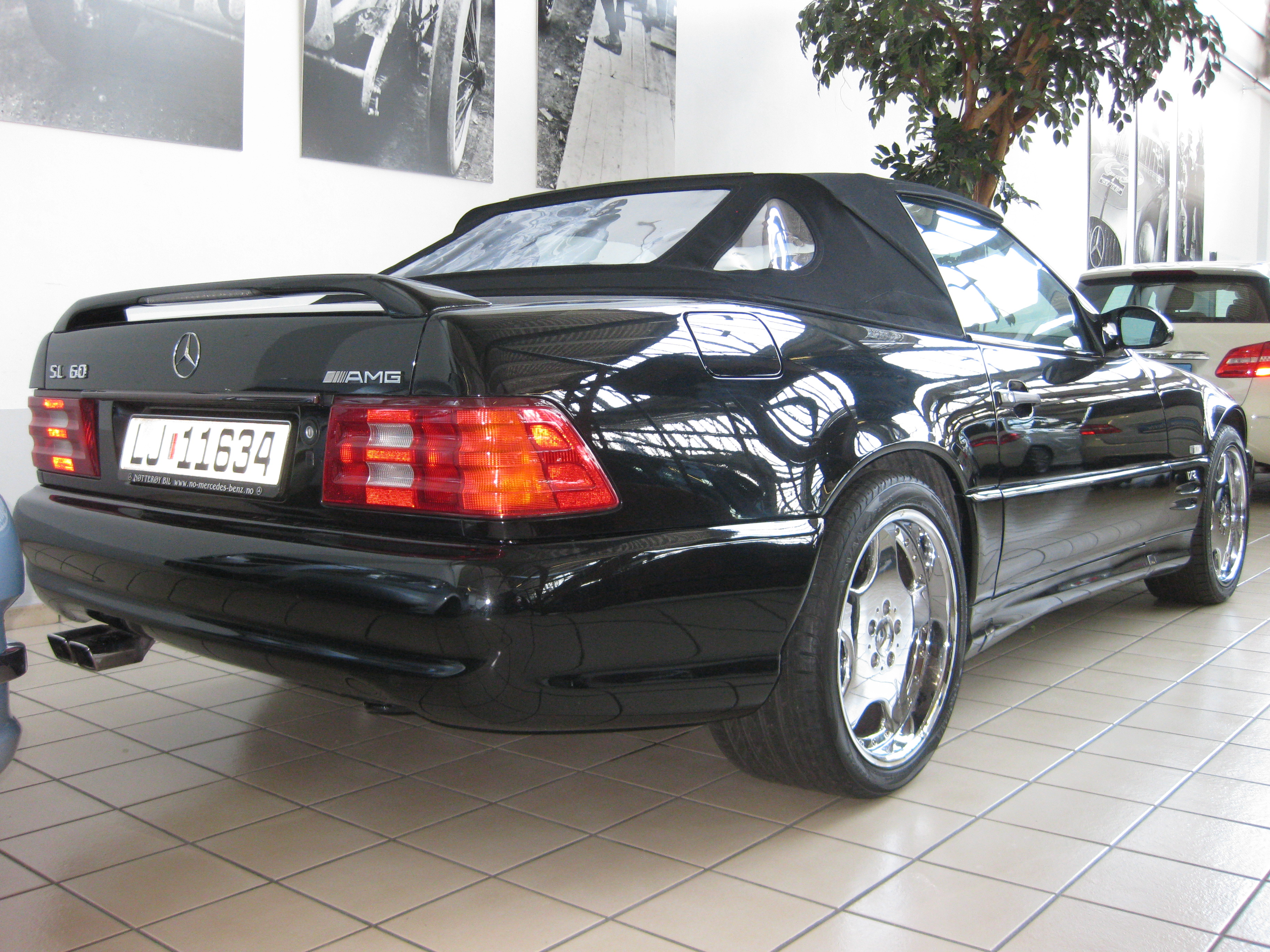
SL 60 AMG (1993–1998).
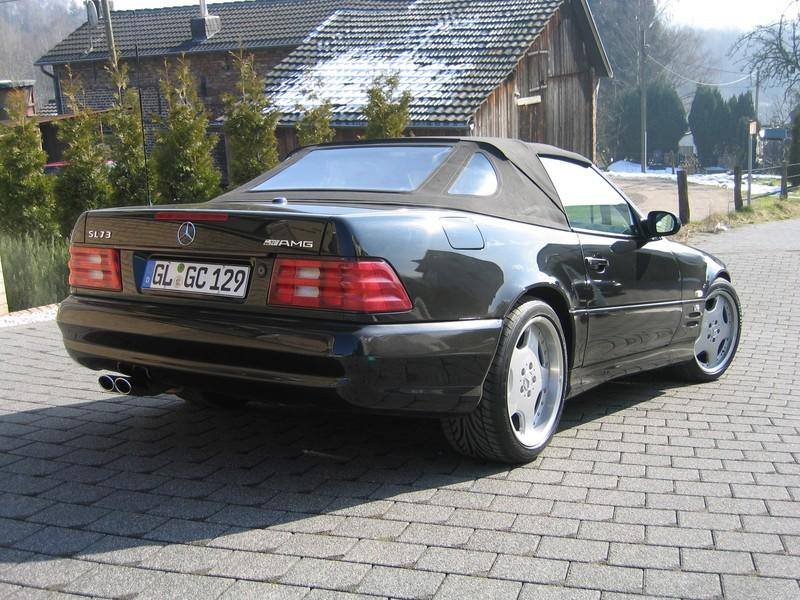
SL 73 AMG (1999–2001).
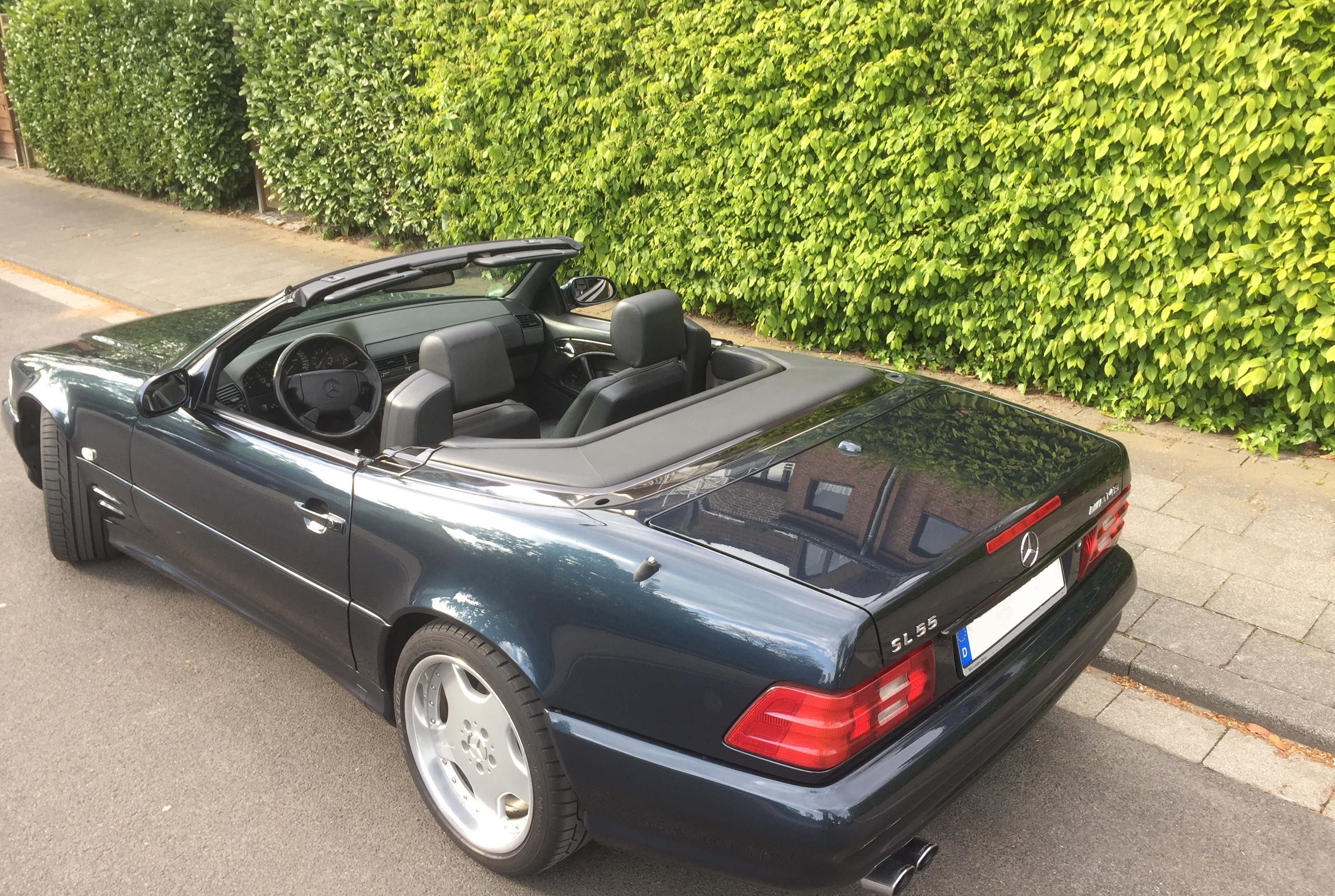
SL 55 AMG (1999–2001).
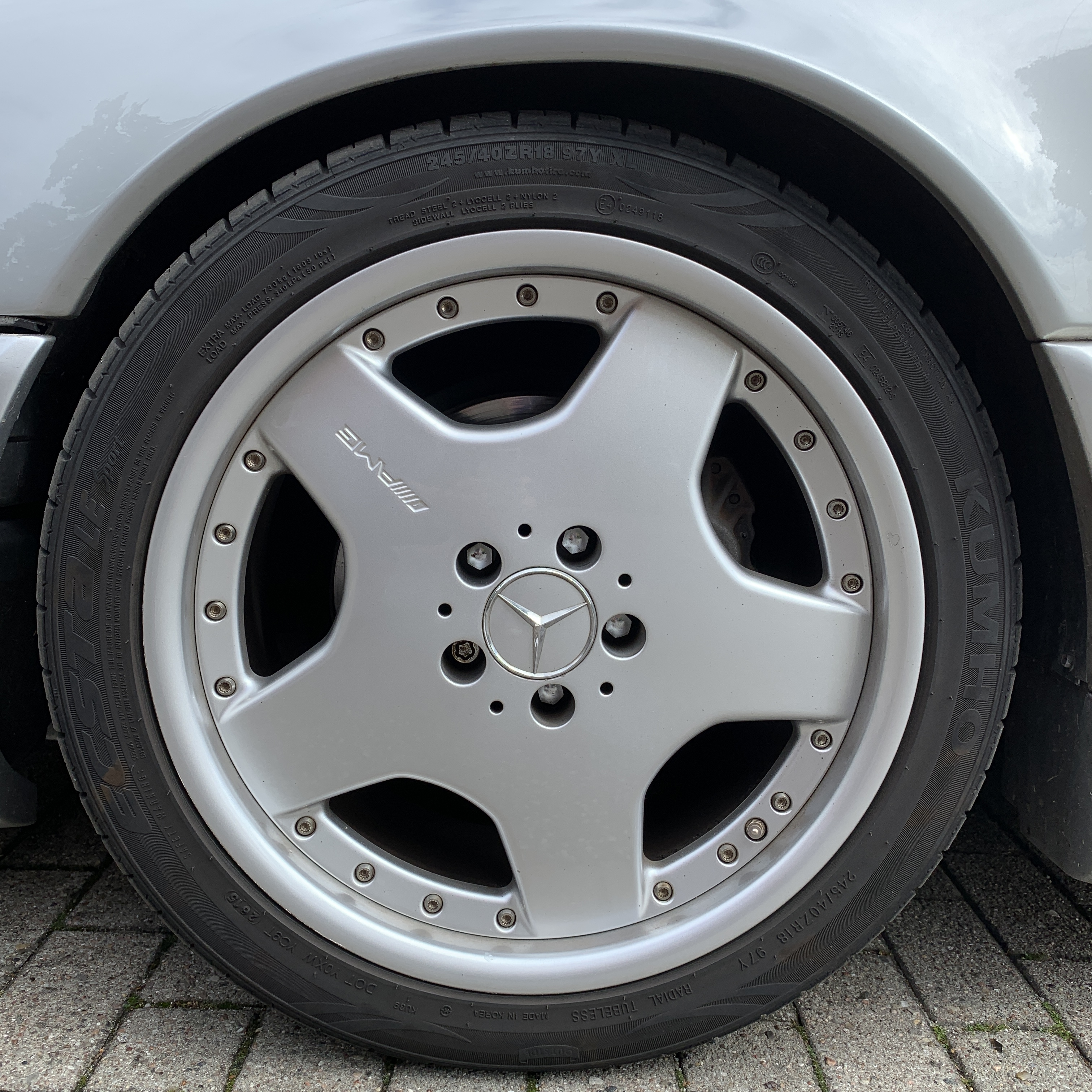
Vue détaillée : jante AMG de 18" d’une SL.
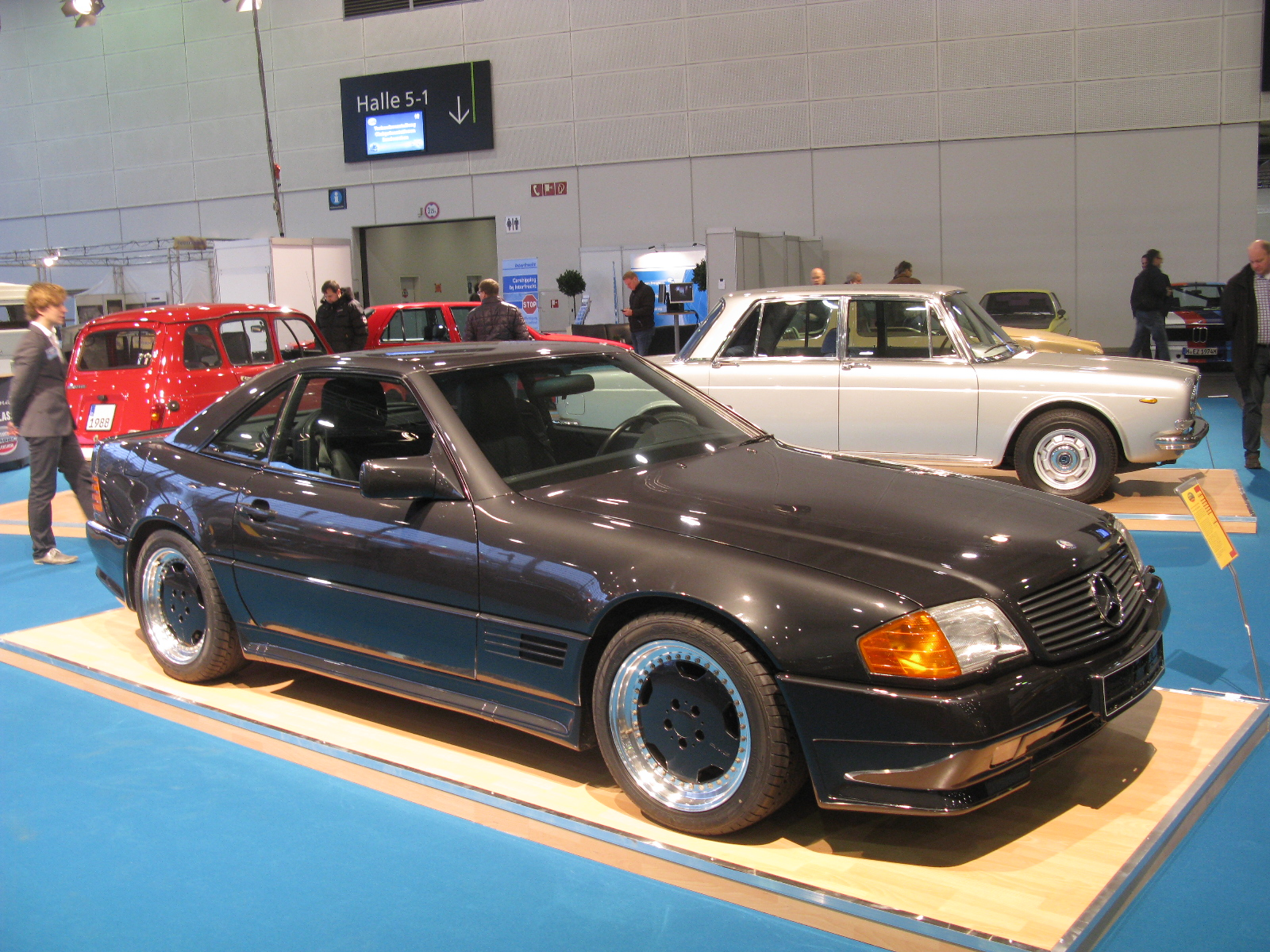
SL 60 AMG.
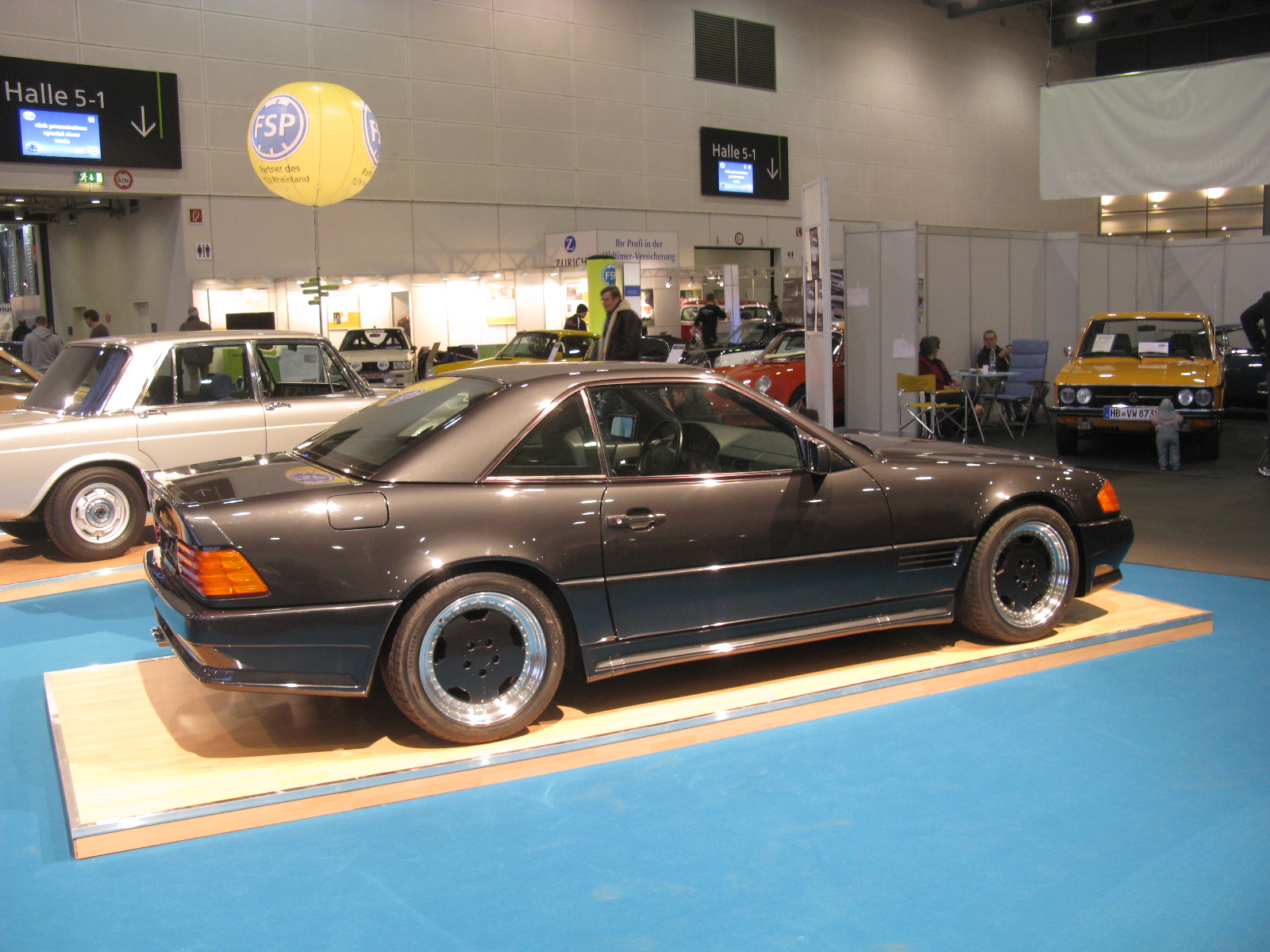
SL 60 AMG.

## Quantité
| Modèle          | Nombre d’unités |
| --------------- | --- |
| SL 280          | 10 319 |
| SL 280 (V6)     | 1 704 |
| 300 SL          | 12 020 |
| 300 SL-24       | 26 984 |
| SL 320          | 32 223 |
| SL 320 (V6)     | 7 070 |
| 500 SL / SL 500 | 79 827 |
| SL 500 (M 113)  | 23 704 |
| 600 SL / SL 600 | 11 089 |
| Total:          | 204 940 |
| SL 36 AMG       | 2 (Fabriqué sur mesure par AMG pour le vainqueur du tournoi MercedesCup de Stuttgart en 1995 et une voiture de société en tant que véhicule d’essai) |
| SL 55 AMG       | 65 |
| SL 60 AMG       | 633 |
| SL 70 AMG       | 150 |
| SL 72 AMG       | 35 |
| SL 73 AMG       | 42 |

## Prix
| Modèle          | Prix (équipement de base) |
| --------------- | --- |
| SL 280          | 5/1993: 114 655 Deutsche Mark 6/1994: 115 805 Deutsche Mark 8/1994: 117 875 Deutsche Mark 9/1995: 122 475 Deutsche Mark 3/1997: 124 200 Deutsche Mark 4/1998: 127 020 Deutsche Mark |
| SL 280 (V6)     | 6/1998: 127 020 Deutsche Mark 2/1999: 128 180 Deutsche Mark 8/1999: 128 760 Deutsche Mark 1/2000: 129 920 Deutsche Mark 1/2001: 67 048 euros (131 134,48 Deutsche Mark) |
| 300 SL          | 3/1989: 89 490 Deutsche Mark 1/1990: 93 879 Deutsche Mark 10/1990: 99 066 Deutsche Mark 6/1991: 102 771 Deutsche Mark 9/1991: 104 481 Deutsche Mark 2/1992: 108 642 Deutsche Mark 10/1992: 109 440 Deutsche Mark 1/1993: 113 505 Deutsche Mark |
| 300 SL-24       | 3/1989: 99 180 Deutsche Mark 1/1990: 103 854 Deutsche Mark 10/1990: 108 927 Deutsche Mark 6/1991: 112 917 Deutsche Mark 9/1991: 114 627 Deutsche Mark 2/1992: 115 824 Deutsche Mark 10/1992: 116 622 Deutsche Mark 1/1993: 120 922,50 Deutsche Mark |
| SL 320          | 5/1993: 125 925 Deutsche Mark 6/1994: 127 075 Deutsche Mark 8/1994: 129 317,50 Deutsche Mark 9/1995: 133 917,50 Deutsche Mark 3/1997: 135 585 Deutsche Mark 4/1998: 138 504 Deutsche Mark |
| SL 320 (V6)     | 6/1998: 138 504 Deutsche Mark 2/1999: 139 664 Deutsche Mark 8/1999: 140 244 Deutsche Mark 1/2000: 141 404 Deutsche Mark 1/2001: 72 964 euros (142 705,17 Deutsche Mark) |
| 500 SL / SL 500 | 3/1989: 125 400 Deutsche Mark 1/1990: 131 271 Deutsche Mark 10/1990: 141 816 Deutsche Mark 6/1991: 146 775 Deutsche Mark 9/1991: 148 485 Deutsche Mark 2/1992: 152 931 Deutsche Mark 10/1992: 153 729 Deutsche Mark 1/1993: 159 447,50 Deutsche Mark 5/1993: 160 310 Deutsche Mark 8/1994: 163 070 Deutsche Mark 9/1995: 167 670 Deutsche Mark 3/1997: 169 395 Deutsche Mark 4/1998: 173 420 Deutsche Mark |
| SL 500 (M 113)  | 6/1998: 173 420 Deutsche Mark 2/1999: 174 580 Deutsche Mark 1/2000: 175 740 Deutsche Mark 1/2001: 90 480 euros (176 963,49 Deutsche Mark) |
| 600 SL / SL 600 | 10/1992: 217 740 Deutsche Mark 1/1993: 219 650 Deutsche Mark 5/1993: 220 110 Deutsche Mark 8/1994: 223 330 Deutsche Mark 9/1995: 223 330 Deutsche Mark 4/1998: 225 272 Deutsche Mark 6/1998: 225 272 Deutsche Mark 2/1999: 226 432 Deutsche Mark |
| SL 55 AMG       | Supplément en plus du prix d’une SL 500 : 4/1999: 37 120 Deutsche Mark |
| SL 60 AMG       | 9/1993: 194 580 Deutsche Mark 8/1994: 197 915 Deutsche Mark 9/1995: 217 465 Deutsche Mark 3/1996: 219 190 Deutsche Mark 4/1998: 223 648 Deutsche Mark |
| SL 73 AMG       | Supplément en plus du prix d’une SL 600 : 4/1999: 99 180 Deutsche Mark |

## Équipement spécial (abstrait)
| Code | Nom |
| ---- | --- |
| 214  | Système d’amortissement adaptatif (ADS)                                                                       |
| 228  | Chauffage d’appoint                                                                                           |
| 231  | Emplacement pour une télécommande d’ouverture de garage                                                       |
| 241  | Siège conducteur réglable électriquement avec mémoire                                                         |
| 242  | Siège passager avant réglable électriquement avec mémoire                                                     |
| 249  | Les rétroviseurs intérieurs et extérieurs peuvent être atténués automatiquement (éventuellement avec mémoire) |
| 270  | Antenne tige pour téléphone (réseau D) sur aile arrière gauche                                                |
| 278  | Préparation téléphonique (réseau D)                                                                           |
| 284  | Levier sélecteur en bois                                                                                      |
| 289  | Volant et levier sélecteur avec pommeau gainé de cuir                                                         |
| 309  | Porte-gobelet dans la console centrale                                                                        |
| 357  | Complément pour le système de navigation                                                                      |
| 404  | Siège conducteur multicontours                                                                                |
| 405  | Siège passager avant multicontours                                                                            |
| 415  | Toit vitré panoramique                                                                                        |
| 441  | Colonne de direction réglable                                                                                 |
| 472  | Programme de stabilisation électronique (ESP)                                                                 |
| 481  | Protection de bas de caisse (métal)                                                                           |
| 500  | Rétroviseurs extérieurs rabattable électriquement                                                             |
| 501  | Rétroviseurs extérieurs rabattable électriquement avec mémoire (éventuellement le rétroviseur intérieur)      |
| 511  | Radio MB Exquisit avec VK, RDS (Panasonic)                                                                    |
| 512  | Radio MB spéciale avec VK, RDS                                                                                |
| 551  | Système d’alarme anti-cambriolage/antivol                                                                     |
| 565  | Sièges arrière                                                                                                |
| 600  | Système de nettoyage des phares                                                                               |
| 612  | Phares au xénon adapté à la circulation à droite                                                              |
| 644  | Jantes en aluminium de 17" à 5 rayons                                                                         |
| 652  | Roues en aluminium à 8 trous                                                                                  |
| 682  | Extincteur d’incendie                                                                                         |
| 731  | Finition ronce de noyer                                                                                       |
| 733  | Finition châtaigne                                                                                            |
| 740  | Capote en tissu noir 9001                                                                                     |
| 755  | Radio MB spécial CD                                                                                           |
| 772  | Style AMG (tablier avant, tablier arrière, jupes latérales)                                                   |
| 783  | Jantes AMG avec châssis sport AMG                                                                             |
| 793  | Jantes AMG 8,5 X 18 ET 25 245/40 multi-pièces                                                                 |
| 810  | Système audio Bose                                                                                            |
| 819  | Lecteur CD |
| 873  | Siège conducteur et passager avant chauffant                                                                  |
| 925  | Contrôle des émissions D4 avec technologie EU3                                                                |
| 957  | Finition technologique AMG                                                                                    |
| 988  | Immatriculation du véhicule, papier COC et plaque d’identification                                            |
| 511A | Cuir noir/anthracite exclusif                                                                                 |
| 514A | Cuir java exclusif                                                                                            |
| 518A | Cuir gris orion exclusif                                                                                      |
| 519A | Cuir hélios exclusif                                                                                          |

## Inventaire en Allemagne
En Allemagne, le stock de Mercedes-Benz R 129 est répertorié selon le fabricant, les numéros de code de type et la Kraftfahrt-Bundesamt. Les types avec moins de 100 véhicules ne sont pas représentés. Jusqu’en 2007, l’inventaire comprenait non seulement le nombre de véhicules immatriculés mais aussi le nombre de pertes temporaires. Depuis 2008, l’inventaire ne contient que les "véhicules dans le trafic" y compris les plaques d’immatriculation saisonnières.
| Chiffres du fabricant/Numéros des codes de type | Modèle                        | Type    | kW     | 1.1.2005 | 1.1.2006 | 1.1.2008 | 1.1.2009 | 1.1.2010 | 1.1.2011 | 1.1.2012 | 1.1.2013 | 1.1.2014 | 1.1.2015 | 1.1.2016 | 1.1.2017 | 1.1.2018 | 1.1.2019 |
| ----------------------------------------------- | ----------------------------- | ------- | ------ | -------- | -------- | -------- | -------- | -------- | -------- | -------- | -------- | -------- | -------- | -------- | -------- | -------- | -------- |
| 0708/396                                        | 300 SL                        | 129.060 | 140    | 6.186    | 6.064    | 5.000    | 4.981    | 4.950    | 4.848    | 4.810    | 4.745    | 4.697    | 4.668    | 4.646    | 4.624    | 4.567    | 4.552    |
| 0708/397                                        | 300 SL-24                     | 129.061 | 170    | 5.246    | 5.135    | 4.094    | 4.046    | 4.050    | 3.953    | 3.912    | 3.891    | 3.827    | 3.776    | 3.735    | 3.741    | 3.734    | 3.733    |
| 0708/398                                        | 500 SL                        | 129.066 | 240    | 5.175    | 4.977    | 3.742    | 3.709    | 3.697    | 3.632    | 3.660    | 3.632    | 3.608    | 3.672    | 3.718    | 3.788    | 3.805    | 3.825    |
| 0708/443                                        | 500 SL, SL 500                | 129.067 | 235    | 4.519    | 4.431    | 3.564    | 3.500    | 3.536    | 3.559    | 3.634    | 3.638    | 3.695    | 3.796    | 3.890    | 4.009    | 4.042    | 4.077    |
| 0708/444                                        | 600 SL, SL 600 (SL 70, SL 73) | 129.076 | 290    | 1.237    | 1.190    | 883      | 849      | 860      | 863      | 877      | 872      | 861      | 860      | 885      | 878      | 865      | 871      |
| 0708/474                                        | SL 280                        | 129.058 | 142    | 4.947    | 4.886    | 4.225    | 4.222    | 4.230    | 4.178    | 4.169    | 4.137    | 4.063    | 4.066    | 4.075    | 4073     | 4.060    | 4.027    |
| 0708/475                                        | SL 320                        | 129.063 | 170    | 10.011   | 9.860    | 8.544    | 8.453    | 8.453    | 8.386    | 8.364    | 8.386    | 8.306    | 8.403    | 8.427    | 8.481    | 8.507    | 8.562    |
| 0709/489                                        | SL 500 (SL 60)                | 129.067 | 240    | 180      | 174      | 121      | 121      | 126      | 130      | 134      | 141      | 142      | 142      | 155      | 169      | 174      | 186      |
| 0710/399                                        | SL 280                        | 129.059 | 150    | 803      | 795      | 731      | 724      | 717      | 713      | 717      | 718      | 698      | 698      | 701      | 713      | 696      | 699      |
| 0710/400                                        | SL 320                        | 129.064 | 165    | 3.093    | 3.057    | 2.758    | 2.744    | 2.745    | 2.731    | 2.737    | 2.699    | 2.730    | 2.754    | 2.771    | 2.777    | 2.775    | 2.787    |
| 0710/401                                        | SL 500 (SL 55)                | 129.068 | 225    | 874      | 854      | 726      | 724      | 758      | 764      | 788      | 811      | 845      | 879      | 919      | 941      | 977      | 995      |
| Source                                          | Source                        | Source  | Source | [ 3 ]    | [ 4 ]    | [ 5 ]    | [ 6 ]    | [ 7 ]    | [ 8 ]    | [ 9 ]    | [ 10 ]   | [ 11 ]   | [ 12 ]   | [ 13 ]   | [ 14 ]   | [ 15 ]   | [16]     |